# FA Cup 2010/11
De FA Cup 2010-2011 was de 130ste editie van de oudste bekercompetitie van de wereld, de Engelse FA Cup. Deze bekercompetitie is een toernooi voor voetbalclubs. De titelhouder is Chelsea, dat in 2009-10 de finale met 1-0 won van Portsmouth. De competitie begon op 14 augustus 2010 met de extra voorronde en eindigde op 14 mei 2011 met de finale in het Wembley-stadion. In de voorrondes werd bepaald welke non-League-clubs (ploegen van buiten de hoogste vier afdelingen) in de eerste ronde mochten deelnemen. Deze eerste ronde vond plaats op 6 november. Dit seizoen zond Eredivisie Live een aantal wedstrijden per ronde uit. Het toernooi werd gewonnen door Manchester City.

## Speeldata
| Ronde                | Weekend van         |
| -------------------- | ------------------- |
| Extra voorronde      | 14 augustus         |
| Voorronde            | 28 augustus         |
| 1e kwalificatieronde | 11 september        |
| 2e kwalificatieronde | 25 september        |
| 3e kwalificatieronde | 9 oktober           |
| 4e kwalificatieronde | 23 oktober          |
| 1e ronde             | 6 november          |
| 2e ronde             | 27 november         |
| 3e ronde             | 8 januari 2011      |
| 4e ronde             | 29 januari 2011     |
| 5e ronde             | 19 februari 2011    |
| 6e ronde             | 12 maart 2011       |
| Halve finale         | 16 en 17 april 2011 |
| Finale               | 15 mei 2011         |

## Eerste ronde
|                                    |                                          |           |                          | |
| Zaterdag 6 november 2010 15:00 GMT | Colchester United                        | 4 - 3     | Bradford City            | Stadion: Colchester Community Stadium, Colchester Toeschouwers: 2.736 Scheidsrechter: Iain Williamson |
| Zaterdag 6 november 2010 15:00 GMT | Bond 7' Mooney 20' 64' (pen.) Wilson 54' | (Verslag) | Hanson 8', 79' Syers 32' | Stadion: Colchester Community Stadium, Colchester Toeschouwers: 2.736 Scheidsrechter: Iain Williamson |
| Zaterdag 6 november 2010 15:00 GMT |                                          |           |                          | Stadion: Colchester Community Stadium, Colchester Toeschouwers: 2.736 Scheidsrechter: Iain Williamson |
| Zaterdag 6 november 2010 15:00 GMT |                                          |           |                          | Stadion: Colchester Community Stadium, Colchester Toeschouwers: 2.736 Scheidsrechter: Iain Williamson |
|                                    |                                          |           |                          | |

|                                    |            |           |                  |                                                                                   |
| Zaterdag 6 november 2010 15:00 GMT | Corby Town | 1 - 1     | Luton Town       | Stadion: Rockingham Triangle, Corby Toeschouwers: 2.000 Scheidsrechter: Andy Penn |
| Zaterdag 6 november 2010 15:00 GMT | Mackey 14' | (Verslag) | Barnes-Homer 83' | Stadion: Rockingham Triangle, Corby Toeschouwers: 2.000 Scheidsrechter: Andy Penn |
| Zaterdag 6 november 2010 15:00 GMT |            |           |                  | Stadion: Rockingham Triangle, Corby Toeschouwers: 2.000 Scheidsrechter: Andy Penn |
| Zaterdag 6 november 2010 15:00 GMT |            |           |                  | Stadion: Rockingham Triangle, Corby Toeschouwers: 2.000 Scheidsrechter: Andy Penn |
|                                    |            |           |                  |                                                                                   |

|                                           |            |     |            |                                 |
| Replay Dinsdag 16 november 2010 19:45 GMT | Luton Town | 4-2 | Corby Town | Stadion: Kenilworth Road, Luton |
| Replay Dinsdag 16 november 2010 19:45 GMT |            |     |            | Stadion: Kenilworth Road, Luton |
| Replay Dinsdag 16 november 2010 19:45 GMT |            |     |            | Stadion: Kenilworth Road, Luton |
| Replay Dinsdag 16 november 2010 19:45 GMT |            |     |            | Stadion: Kenilworth Road, Luton |
|                                           |            |     |            |                                 |

|                                    |                |           |                        |                                                                                           |
| Zaterdag 6 november 2010 14:00 GMT | Harrow Borough | 0 - 2     | Chesterfield           | Stadion: Earlsmead Stadium, South Harrow Toeschouwers: 2.500 Scheidsrechter: Andy Woolmer |
| Zaterdag 6 november 2010 14:00 GMT |                | (Verslag) | Boden 74' Davies 90+3' | Stadion: Earlsmead Stadium, South Harrow Toeschouwers: 2.500 Scheidsrechter: Andy Woolmer |
| Zaterdag 6 november 2010 14:00 GMT |                |           |                        | Stadion: Earlsmead Stadium, South Harrow Toeschouwers: 2.500 Scheidsrechter: Andy Woolmer |
| Zaterdag 6 november 2010 14:00 GMT |                |           |                        | Stadion: Earlsmead Stadium, South Harrow Toeschouwers: 2.500 Scheidsrechter: Andy Woolmer |
|                                    |                |           |                        |                                                                                           |

|                                    |                               |           |           |                                                                                    |
| Zaterdag 6 november 2010 15:00 GMT | Notts County                  | 2 - 0     | Gateshead | Stadion: Meadow Lane, Nottingham Toeschouwers: 3.235 Scheidsrechter: Wayne Barratt |
| Zaterdag 6 november 2010 15:00 GMT | Davies 22' (pen.) Rodgers 83' | (Verslag) |           | Stadion: Meadow Lane, Nottingham Toeschouwers: 3.235 Scheidsrechter: Wayne Barratt |
| Zaterdag 6 november 2010 15:00 GMT |                               |           |           | Stadion: Meadow Lane, Nottingham Toeschouwers: 3.235 Scheidsrechter: Wayne Barratt |
| Zaterdag 6 november 2010 15:00 GMT |                               |           |           | Stadion: Meadow Lane, Nottingham Toeschouwers: 3.235 Scheidsrechter: Wayne Barratt |
|                                    |                               |           |           |                                                                                    |

|                                    |           |       |                    |                                                                                    |
| Zaterdag 6 november 2010 15:00 GMT | Stevenage | 0 - 0 | Milton Keynes Dons | Stadion: Broadhall Way, Stevenage Toeschouwers: 2.956 Scheidsrechter: Robert Lewis |
| Zaterdag 6 november 2010 15:00 GMT | (Report)  |       |                    | Stadion: Broadhall Way, Stevenage Toeschouwers: 2.956 Scheidsrechter: Robert Lewis |
| Zaterdag 6 november 2010 15:00 GMT |           |       |                    | Stadion: Broadhall Way, Stevenage Toeschouwers: 2.956 Scheidsrechter: Robert Lewis |
| Zaterdag 6 november 2010 15:00 GMT |           |       |                    | Stadion: Broadhall Way, Stevenage Toeschouwers: 2.956 Scheidsrechter: Robert Lewis |
|                                    |           |       |                    |                                                                                    |

|                                           |                    |                                           |               |                                                                                     |
| Replay Dinsdag 16 november 2010 19:45 GMT | Milton Keynes Dons | 1 - 1 (Stevenage wint 7 - 6 na penalty's) | Stevenage     | Stadion: Stadium MK, Milton Keynes Toeschouwers: 3.977 Scheidsrechter: Robert Lewis |
| Replay Dinsdag 16 november 2010 19:45 GMT | Guy 49'            | (Report)                                  | Charles 90+5' | Stadion: Stadium MK, Milton Keynes Toeschouwers: 3.977 Scheidsrechter: Robert Lewis |
| Replay Dinsdag 16 november 2010 19:45 GMT |                    |                                           |               | Stadion: Stadium MK, Milton Keynes Toeschouwers: 3.977 Scheidsrechter: Robert Lewis |
| Replay Dinsdag 16 november 2010 19:45 GMT |                    |                                           |               | Stadion: Stadium MK, Milton Keynes Toeschouwers: 3.977 Scheidsrechter: Robert Lewis |
|                                           |                    |                                           |               |                                                                                     |

|                                  |                        |          |                                                 |                                                                                  |
| Zondag 7 november 2010 12:00 GMT | Southport              | 2 - 5    | Sheffield Wednesday                             | Stadion: Haig Avenue, Southport Toeschouwers: 4.490 Scheidsrechter: Carl Boyeson |
| Zondag 7 november 2010 12:00 GMT | Barratt 52' McGinn 58' | (Report) | Teale 11' Mellor 54' Morrison 61' 62' Spurr 64' | Stadion: Haig Avenue, Southport Toeschouwers: 4.490 Scheidsrechter: Carl Boyeson |
| Zondag 7 november 2010 12:00 GMT |                        |          |                                                 | Stadion: Haig Avenue, Southport Toeschouwers: 4.490 Scheidsrechter: Carl Boyeson |
| Zondag 7 november 2010 12:00 GMT |                        |          |                                                 | Stadion: Haig Avenue, Southport Toeschouwers: 4.490 Scheidsrechter: Carl Boyeson |
|                                  |                        |          |                                                 |                                                                                  |

|                                    |                  |       |           |                                                                                       |
| Zaterdag 6 november 2010 15:00 GMT | Rotherham United | 0 - 0 | York City | Stadion: Don Valley Stadium, Sheffield Toeschouwers: 3.227 Scheidsrechter: Karl Evans |
| Zaterdag 6 november 2010 15:00 GMT | (Report)         |       |           | Stadion: Don Valley Stadium, Sheffield Toeschouwers: 3.227 Scheidsrechter: Karl Evans |
| Zaterdag 6 november 2010 15:00 GMT |                  |       |           | Stadion: Don Valley Stadium, Sheffield Toeschouwers: 3.227 Scheidsrechter: Karl Evans |
| Zaterdag 6 november 2010 15:00 GMT |                  |       |           | Stadion: Don Valley Stadium, Sheffield Toeschouwers: 3.227 Scheidsrechter: Karl Evans |
|                                    |                  |       |           |                                                                                       |

|                                            |           |     |                  |                                 |
| Replay Woensdag 17 november 2010 19:45 GMT | York City | 3-0 | Rotherham United | Stadion: Bootham Crescent, York |
| Replay Woensdag 17 november 2010 19:45 GMT |           |     |                  | Stadion: Bootham Crescent, York |
| Replay Woensdag 17 november 2010 19:45 GMT |           |     |                  | Stadion: Bootham Crescent, York |
| Replay Woensdag 17 november 2010 19:45 GMT |           |     |                  | Stadion: Bootham Crescent, York |
|                                            |           |     |                  |                                 |

|                                    |                        |          |                            |                                                                                    |
| Zaterdag 6 november 2010 15:00 GMT | Havant & Waterlooville | 0 - 2    | Droylsden                  | Stadion: West Leigh Park, Havant Toeschouwers: 1.102 Scheidsrechter: Kevin Johnson |
| Zaterdag 6 november 2010 15:00 GMT |                        | (Report) | Hardiker 57' Kilheeney 89' | Stadion: West Leigh Park, Havant Toeschouwers: 1.102 Scheidsrechter: Kevin Johnson |
| Zaterdag 6 november 2010 15:00 GMT |                        |          |                            | Stadion: West Leigh Park, Havant Toeschouwers: 1.102 Scheidsrechter: Kevin Johnson |
| Zaterdag 6 november 2010 15:00 GMT |                        |          |                            | Stadion: West Leigh Park, Havant Toeschouwers: 1.102 Scheidsrechter: Kevin Johnson |
|                                    |                        |          |                            |                                                                                    |

|                                    |                    |           |             |                                                                              |
| Zaterdag 6 november 2010 15:00 GMT | Bury               | 2 - 0     | Exeter City | Stadion: Gigg Lane, Bury Toeschouwers: 2.359 Scheidsrechter: Oliver Langford |
| Zaterdag 6 november 2010 15:00 GMT | Sodje 28' Lees 53' | (Verslag) |             | Stadion: Gigg Lane, Bury Toeschouwers: 2.359 Scheidsrechter: Oliver Langford |
| Zaterdag 6 november 2010 15:00 GMT |                    |           |             | Stadion: Gigg Lane, Bury Toeschouwers: 2.359 Scheidsrechter: Oliver Langford |
| Zaterdag 6 november 2010 15:00 GMT |                    |           |             | Stadion: Gigg Lane, Bury Toeschouwers: 2.359 Scheidsrechter: Oliver Langford |
|                                    |                    |           |             |                                                                              |

|                                    |                 |           |           |                                                                                    |
| Zaterdag 6 november 2010 15:00 GMT | Cheltenham Town | 1 - 0     | Morecambe | Stadion: Whaddon Road, Cheltenham Toeschouwers: 2.066 Scheidsrechter: Craig Pawson |
| Zaterdag 6 november 2010 15:00 GMT | Thomas 80'      | (Verslag) |           | Stadion: Whaddon Road, Cheltenham Toeschouwers: 2.066 Scheidsrechter: Craig Pawson |
| Zaterdag 6 november 2010 15:00 GMT |                 |           |           | Stadion: Whaddon Road, Cheltenham Toeschouwers: 2.066 Scheidsrechter: Craig Pawson |
| Zaterdag 6 november 2010 15:00 GMT |                 |           |           | Stadion: Whaddon Road, Cheltenham Toeschouwers: 2.066 Scheidsrechter: Craig Pawson |
|                                    |                 |           |           |                                                                                    |

|                                    |                        |           |                            |                                                                               |
| Zaterdag 6 november 2010 15:00 GMT | Hayes & Yeading United | 1 - 2     | Wycombe Wanderers          | Stadion: Church Road, Hayes Toeschouwers: 1.426 Scheidsrechter: Dave Phillips |
| Zaterdag 6 november 2010 15:00 GMT | Holmes 70'             | (Verslag) | Beavon 61' Ainsworth 90+5' | Stadion: Church Road, Hayes Toeschouwers: 1.426 Scheidsrechter: Dave Phillips |
| Zaterdag 6 november 2010 15:00 GMT |                        |           |                            | Stadion: Church Road, Hayes Toeschouwers: 1.426 Scheidsrechter: Dave Phillips |
| Zaterdag 6 november 2010 15:00 GMT |                        |           |                            | Stadion: Church Road, Hayes Toeschouwers: 1.426 Scheidsrechter: Dave Phillips |
|                                    |                        |           |                            |                                                                               |

|                                    |                      |          |               |                                                                                    |
| Zaterdag 6 november 2010 15:00 GMT | Dagenham & Redbridge | 1 - 1    | Leyton Orient | Stadion: Victoria Road, Dagenham Toeschouwers: 3.378 Scheidsrechter: Steve Rushton |
| Zaterdag 6 november 2010 15:00 GMT | Green 45+2'          | (Report) | Revell 45'    | Stadion: Victoria Road, Dagenham Toeschouwers: 3.378 Scheidsrechter: Steve Rushton |
| Zaterdag 6 november 2010 15:00 GMT |                      |          |               | Stadion: Victoria Road, Dagenham Toeschouwers: 3.378 Scheidsrechter: Steve Rushton |
| Zaterdag 6 november 2010 15:00 GMT |                      |          |               | Stadion: Victoria Road, Dagenham Toeschouwers: 3.378 Scheidsrechter: Steve Rushton |
|                                    |                      |          |               |                                                                                    |

|                                           |               |     |                      |                                |
| Replay Dinsdag 16 november 2010 19:45 GMT | Leyton Orient | 3-2 | Dagenham & Redbridge | Stadion: Brisbane Road, Leyton |
| Replay Dinsdag 16 november 2010 19:45 GMT |               |     |                      | Stadion: Brisbane Road, Leyton |
| Replay Dinsdag 16 november 2010 19:45 GMT |               |     |                      | Stadion: Brisbane Road, Leyton |
| Replay Dinsdag 16 november 2010 19:45 GMT |               |     |                      | Stadion: Brisbane Road, Leyton |
|                                           |               |     |                      |                                |

|                                    |               |          |                  |                                                                                            |
| Zaterdag 6 november 2010 15:00 GMT | AFC Wimbledon | 0 - 0    | Ebbsfleet United | Stadion: Kingsmeadow, Kingston upon Thames Toeschouwers: 3.219 Scheidsrechter: Andy Davies |
| Zaterdag 6 november 2010 15:00 GMT | Jolley 37'    | (Report) | Carew 42'        | Stadion: Kingsmeadow, Kingston upon Thames Toeschouwers: 3.219 Scheidsrechter: Andy Davies |
| Zaterdag 6 november 2010 15:00 GMT |               |          |                  | Stadion: Kingsmeadow, Kingston upon Thames Toeschouwers: 3.219 Scheidsrechter: Andy Davies |
| Zaterdag 6 november 2010 15:00 GMT |               |          |                  | Stadion: Kingsmeadow, Kingston upon Thames Toeschouwers: 3.219 Scheidsrechter: Andy Davies |
|                                    |               |          |                  |                                                                                            |

|                                           |                  |                     |               |                                       |
| Replay Dinsdag 16 november 2010 19:45 GMT | Ebbsfleet United | 2-3 (na verlenging) | AFC Wimbledon | Stadion: Stonebridge Road, Northfleet |
| Replay Dinsdag 16 november 2010 19:45 GMT |                  |                     |               | Stadion: Stonebridge Road, Northfleet |
| Replay Dinsdag 16 november 2010 19:45 GMT |                  |                     |               | Stadion: Stonebridge Road, Northfleet |
| Replay Dinsdag 16 november 2010 19:45 GMT |                  |                     |               | Stadion: Stonebridge Road, Northfleet |
|                                           |                  |                     |               |                                       |

|                                    |                        |          |               |                                                                              |
| Zaterdag 6 november 2010 15:00 GMT | Lincoln City           | 1 - 0    | Nuneaton Town | Stadion: Sincil Bank, Lincoln Toeschouwers: 3.084 Scheidsrechter: Carl Berry |
| Zaterdag 6 november 2010 15:00 GMT | Jarrett 90' Keltie 44' | (Report) |               | Stadion: Sincil Bank, Lincoln Toeschouwers: 3.084 Scheidsrechter: Carl Berry |
| Zaterdag 6 november 2010 15:00 GMT |                        |          |               | Stadion: Sincil Bank, Lincoln Toeschouwers: 3.084 Scheidsrechter: Carl Berry |
| Zaterdag 6 november 2010 15:00 GMT |                        |          |               | Stadion: Sincil Bank, Lincoln Toeschouwers: 3.084 Scheidsrechter: Carl Berry |
|                                    |                        |          |               |                                                                              |

|                                    |                |          |                |                                                                                   |
| Zaterdag 6 november 2010 15:00 GMT | Mansfield Town | 0 - 1    | Torquay United | Stadion: Field Mill, Mansfield Toeschouwers: 2.179 Scheidsrechter: Michael Naylor |
| Zaterdag 6 november 2010 15:00 GMT |                | (Report) | Benyon 87'     | Stadion: Field Mill, Mansfield Toeschouwers: 2.179 Scheidsrechter: Michael Naylor |
| Zaterdag 6 november 2010 15:00 GMT |                |          |                | Stadion: Field Mill, Mansfield Toeschouwers: 2.179 Scheidsrechter: Michael Naylor |
| Zaterdag 6 november 2010 15:00 GMT |                |          |                | Stadion: Field Mill, Mansfield Toeschouwers: 2.179 Scheidsrechter: Michael Naylor |
|                                    |                |          |                |                                                                                   |

|                                    |                                                    |          |                   |                                                                                 |
| Zaterdag 6 november 2010 15:00 GMT | Hereford United                                    | 5 - 1    | Hythe Town        | Stadion: Edgar Street, Hereford Toeschouwers: 2.217 Scheidsrechter: Andy D'Urso |
| Zaterdag 6 november 2010 15:00 GMT | Rose 8' Purdie 21' Manset 39', 44' Fleetwood 90+3' | (Report) | Mickelborough 26' | Stadion: Edgar Street, Hereford Toeschouwers: 2.217 Scheidsrechter: Andy D'Urso |
| Zaterdag 6 november 2010 15:00 GMT |                                                    |          |                   | Stadion: Edgar Street, Hereford Toeschouwers: 2.217 Scheidsrechter: Andy D'Urso |
| Zaterdag 6 november 2010 15:00 GMT |                                                    |          |                   | Stadion: Edgar Street, Hereford Toeschouwers: 2.217 Scheidsrechter: Andy D'Urso |
|                                    |                                                    |          |                   |                                                                                 |

|                                    |                                        |          |                                             |                                                                                     |
| Zaterdag 6 november 2010 15:00 GMT | AFC Bournemouth                        | 5 - 3    | Tranmere Rovers                             | Stadion: Dean Court, Bournemouth Toeschouwers: 3.951 Scheidsrechter: Brendan Malone |
| Zaterdag 6 november 2010 15:00 GMT | McQuoid 1', 4', 57' Pugh 7' Feeney 61' | (Report) | Cresswell 27' Goodison 42' Thomas-Moore 53' | Stadion: Dean Court, Bournemouth Toeschouwers: 3.951 Scheidsrechter: Brendan Malone |
| Zaterdag 6 november 2010 15:00 GMT |                                        |          |                                             | Stadion: Dean Court, Bournemouth Toeschouwers: 3.951 Scheidsrechter: Brendan Malone |
| Zaterdag 6 november 2010 15:00 GMT |                                        |          |                                             | Stadion: Dean Court, Bournemouth Toeschouwers: 3.951 Scheidsrechter: Brendan Malone |
|                                    |                                        |          |                                             |                                                                                     |

|                                    |                                              |          |                       |                                                                                         |
| Zaterdag 6 november 2010 15:00 GMT | Chelmsford City                              | 3 - 2    | Hendon                | Stadion: Melbourne Stadium, Chelmsford Toeschouwers: 1.685 Scheidsrechter: Andy Hendley |
| Zaterdag 6 november 2010 15:00 GMT | Higgins 8' Bricknell 28' Cook 68' Pullen 41' | (Report) | Busby 43' (pen.), 80' | Stadion: Melbourne Stadium, Chelmsford Toeschouwers: 1.685 Scheidsrechter: Andy Hendley |
| Zaterdag 6 november 2010 15:00 GMT |                                              |          |                       | Stadion: Melbourne Stadium, Chelmsford Toeschouwers: 1.685 Scheidsrechter: Andy Hendley |
| Zaterdag 6 november 2010 15:00 GMT |                                              |          |                       | Stadion: Melbourne Stadium, Chelmsford Toeschouwers: 1.685 Scheidsrechter: Andy Hendley |
|                                    |                                              |          |                       |                                                                                         |

|                                    |                       |          |               |                                                                                       |
| Zaterdag 6 november 2010 15:00 GMT | Swindon Supermarine   | 2 - 1    | Eastwood Town | Stadion: Webbs Wood Stadium, Swindon Toeschouwers: 2.603 Scheidsrechter: John Hopkins |
| Zaterdag 6 november 2010 15:00 GMT | Holgate 16' Wells 27' | (Report) | Stevenson 47' | Stadion: Webbs Wood Stadium, Swindon Toeschouwers: 2.603 Scheidsrechter: John Hopkins |
| Zaterdag 6 november 2010 15:00 GMT |                       |          |               | Stadion: Webbs Wood Stadium, Swindon Toeschouwers: 2.603 Scheidsrechter: John Hopkins |
| Zaterdag 6 november 2010 15:00 GMT |                       |          |               | Stadion: Webbs Wood Stadium, Swindon Toeschouwers: 2.603 Scheidsrechter: John Hopkins |
|                                    |                       |          |               |                                                                                       |

|                                    |                    |          |              |                                                                                    |
| Zaterdag 6 november 2010 15:00 GMT | Rushden & Diamonds | 0 - 1    | Yeovil Town  | Stadion: Nene Park, Irthlingborough Toeschouwers: 1.666 Scheidsrechter: Mark Brown |
| Zaterdag 6 november 2010 15:00 GMT |                    | (Report) | Williams 83' | Stadion: Nene Park, Irthlingborough Toeschouwers: 1.666 Scheidsrechter: Mark Brown |
| Zaterdag 6 november 2010 15:00 GMT |                    |          |              | Stadion: Nene Park, Irthlingborough Toeschouwers: 1.666 Scheidsrechter: Mark Brown |
| Zaterdag 6 november 2010 15:00 GMT |                    |          |              | Stadion: Nene Park, Irthlingborough Toeschouwers: 1.666 Scheidsrechter: Mark Brown |
|                                    |                    |          |              |                                                                                    |

|                                    |                              |          |                 |                                                                                            |
| Zaterdag 6 november 2010 15:00 GMT | Southampton                  | 2 - 0    | Shrewsbury Town | Stadion: St. Mary's Stadium, Southampton Toeschouwers: 10.410 Scheidsrechter: Grant Hegley |
| Zaterdag 6 november 2010 15:00 GMT | Connolly 90+2' Lallana 90+2' | (Report) |                 | Stadion: St. Mary's Stadium, Southampton Toeschouwers: 10.410 Scheidsrechter: Grant Hegley |
| Zaterdag 6 november 2010 15:00 GMT |                              |          |                 | Stadion: St. Mary's Stadium, Southampton Toeschouwers: 10.410 Scheidsrechter: Grant Hegley |
| Zaterdag 6 november 2010 15:00 GMT |                              |          |                 | Stadion: St. Mary's Stadium, Southampton Toeschouwers: 10.410 Scheidsrechter: Grant Hegley |
|                                    |                              |          |                 |                                                                                            |

|                                    |                  |       |                   |                                                                                    |
| Zaterdag 6 november 2010 17:30 GMT | Cambridge United | 0 - 0 | Huddersfield Town | Stadion: Abbey Stadium, Cambridge Toeschouwers: 3.127 Scheidsrechter: Paul Tierney |
| Zaterdag 6 november 2010 17:30 GMT | (Report)         |       |                   | Stadion: Abbey Stadium, Cambridge Toeschouwers: 3.127 Scheidsrechter: Paul Tierney |
| Zaterdag 6 november 2010 17:30 GMT |                  |       |                   | Stadion: Abbey Stadium, Cambridge Toeschouwers: 3.127 Scheidsrechter: Paul Tierney |
| Zaterdag 6 november 2010 17:30 GMT |                  |       |                   | Stadion: Abbey Stadium, Cambridge Toeschouwers: 3.127 Scheidsrechter: Paul Tierney |
|                                    |                  |       |                   |                                                                                    |

|                                           |                   |     |                  |                                         |
| Replay Dinsdag 16 november 2010 19:45 GMT | Huddersfield Town | 2-1 | Cambridge United | Stadion: Galpharm Stadium, Huddersfield |
| Replay Dinsdag 16 november 2010 19:45 GMT |                   |     |                  | Stadion: Galpharm Stadium, Huddersfield |
| Replay Dinsdag 16 november 2010 19:45 GMT |                   |     |                  | Stadion: Galpharm Stadium, Huddersfield |
| Replay Dinsdag 16 november 2010 19:45 GMT |                   |     |                  | Stadion: Galpharm Stadium, Huddersfield |
|                                           |                   |     |                  |                                         |

|                                  |               |     |               |                                                                          |
| Zondag 7 november 2010 15:00 GMT | Burton Albion | 1-0 | Oxford United | Stadion: Pirelli Stadium, Burton upon Trent Scheidsrechter: Garry Sutton |
| Zondag 7 november 2010 15:00 GMT | (Report)      |     |               | Stadion: Pirelli Stadium, Burton upon Trent Scheidsrechter: Garry Sutton |
| Zondag 7 november 2010 15:00 GMT |               |     |               | Stadion: Pirelli Stadium, Burton upon Trent Scheidsrechter: Garry Sutton |
| Zondag 7 november 2010 15:00 GMT |               |     |               | Stadion: Pirelli Stadium, Burton upon Trent Scheidsrechter: Garry Sutton |
|                                  |               |     |               |                                                                          |

|                                    |            |          |                          |                                                                                             |
| Zaterdag 6 november 2010 15:00 GMT | Gillingham | 0 - 2    | Dover Athletic           | Stadion: Priestfield Stadium, Gillingham Toeschouwers: 7.475 Scheidsrechter: Darren Deadman |
| Zaterdag 6 november 2010 15:00 GMT | Nutter 70' | (Report) | Birchall 18' I'Anson 28' | Stadion: Priestfield Stadium, Gillingham Toeschouwers: 7.475 Scheidsrechter: Darren Deadman |
| Zaterdag 6 november 2010 15:00 GMT |            |          |                          | Stadion: Priestfield Stadium, Gillingham Toeschouwers: 7.475 Scheidsrechter: Darren Deadman |
| Zaterdag 6 november 2010 15:00 GMT |            |          |                          | Stadion: Priestfield Stadium, Gillingham Toeschouwers: 7.475 Scheidsrechter: Darren Deadman |
|                                    |            |          |                          |                                                                                             |

|                                    |                       |          |                 |                                                                                     |
| Zaterdag 6 november 2010 15:00 GMT | Tamworth              | 2 - 1    | Crewe Alexandra | Stadion: The Lamb Ground, Tamworth Toeschouwers: 1.776 Scheidsrechter: Graham Scott |
| Zaterdag 6 november 2010 15:00 GMT | Rodman 11' Thomas 55' | (Report) | Westwood 88'    | Stadion: The Lamb Ground, Tamworth Toeschouwers: 1.776 Scheidsrechter: Graham Scott |
| Zaterdag 6 november 2010 15:00 GMT |                       |          |                 | Stadion: The Lamb Ground, Tamworth Toeschouwers: 1.776 Scheidsrechter: Graham Scott |
| Zaterdag 6 november 2010 15:00 GMT |                       |          |                 | Stadion: The Lamb Ground, Tamworth Toeschouwers: 1.776 Scheidsrechter: Graham Scott |
|                                    |                       |          |                 |                                                                                     |

|                                    |                      |          |                |                                                                                          |
| Zaterdag 6 november 2010 15:00 GMT | Darlington           | 2 - 1    | Bristol Rovers | Stadion: The Darlington Arena, Darlington Toeschouwers: 1.602 Scheidsrechter: Jock Waugh |
| Zaterdag 6 november 2010 15:00 GMT | Brough 14' Smith 57' | (Report) | Hoskins 17'    | Stadion: The Darlington Arena, Darlington Toeschouwers: 1.602 Scheidsrechter: Jock Waugh |
| Zaterdag 6 november 2010 15:00 GMT |                      |          |                | Stadion: The Darlington Arena, Darlington Toeschouwers: 1.602 Scheidsrechter: Jock Waugh |
| Zaterdag 6 november 2010 15:00 GMT |                      |          |                | Stadion: The Darlington Arena, Darlington Toeschouwers: 1.602 Scheidsrechter: Jock Waugh |
|                                    |                      |          |                |                                                                                          |

|                                    |          |          |                                                      |                                                                                     |
| Zaterdag 6 november 2010 15:00 GMT | Guiseley | 0 - 5    | Crawley Town                                         | Stadion: Nethermoor Park, Guiseley Toeschouwers: 1.609 Scheidsrechter: Peter Bankes |
| Zaterdag 6 november 2010 15:00 GMT |          | (Report) | Tubbs 15' Neilson 36' Hall 56' Brodie 72' Torres 75' | Stadion: Nethermoor Park, Guiseley Toeschouwers: 1.609 Scheidsrechter: Peter Bankes |
| Zaterdag 6 november 2010 15:00 GMT |          |          |                                                      | Stadion: Nethermoor Park, Guiseley Toeschouwers: 1.609 Scheidsrechter: Peter Bankes |
| Zaterdag 6 november 2010 15:00 GMT |          |          |                                                      | Stadion: Nethermoor Park, Guiseley Toeschouwers: 1.609 Scheidsrechter: Peter Bankes |
|                                    |          |          |                                                      |                                                                                     |

|                                    |                        |       |        |                                                                                      |
| Zaterdag 6 november 2010 15:00 GMT | Brighton & Hove Albion | 0 - 0 | Woking | Stadion: Withdean Stadium, Brighton Toeschouwers: 5.868 Scheidsrechter: Mick Russell |
| Zaterdag 6 november 2010 15:00 GMT | (Report)               |       |        | Stadion: Withdean Stadium, Brighton Toeschouwers: 5.868 Scheidsrechter: Mick Russell |
| Zaterdag 6 november 2010 15:00 GMT |                        |       |        | Stadion: Withdean Stadium, Brighton Toeschouwers: 5.868 Scheidsrechter: Mick Russell |
| Zaterdag 6 november 2010 15:00 GMT |                        |       |        | Stadion: Withdean Stadium, Brighton Toeschouwers: 5.868 Scheidsrechter: Mick Russell |
|                                    |                        |       |        |                                                                                      |

|                                           |        |                  |                        |                                    |
| Replay Dinsdag 16 november 2010 19:45 GMT | Woking | 2-2 , 0-3 na pen | Brighton & Hove Albion | Stadion: Kingfield Stadium, Woking |
| Replay Dinsdag 16 november 2010 19:45 GMT |        |                  |                        | Stadion: Kingfield Stadium, Woking |
| Replay Dinsdag 16 november 2010 19:45 GMT |        |                  |                        | Stadion: Kingfield Stadium, Woking |
| Replay Dinsdag 16 november 2010 19:45 GMT |        |                  |                        | Stadion: Kingfield Stadium, Woking |
|                                           |        |                  |                        |                                    |

|                                    |                     |          |                            |                                                                                    |
| Zaterdag 6 november 2010 15:00 GMT | Macclesfield Town   | 2 - 2    | Southend United            | Stadion: Moss Rose, Macclesfield Toeschouwers: 1.582 Scheidsrechter: Robert Madley |
| Zaterdag 6 november 2010 15:00 GMT | Daniel 8' Brown 47' | (Report) | German 33' (pen.) Corr 76' | Stadion: Moss Rose, Macclesfield Toeschouwers: 1.582 Scheidsrechter: Robert Madley |
| Zaterdag 6 november 2010 15:00 GMT |                     |          |                            | Stadion: Moss Rose, Macclesfield Toeschouwers: 1.582 Scheidsrechter: Robert Madley |
| Zaterdag 6 november 2010 15:00 GMT |                     |          |                            | Stadion: Moss Rose, Macclesfield Toeschouwers: 1.582 Scheidsrechter: Robert Madley |
|                                    |                     |          |                            |                                                                                    |

|                                           |                 |                  |                   |                                      |
| Replay Dinsdag 16 november 2010 19:45 GMT | Southend United | 2-2 , 3-5 na pen | Macclesfield Town | Stadion: Roots Hall, Southend-on-Sea |
| Replay Dinsdag 16 november 2010 19:45 GMT |                 |                  |                   | Stadion: Roots Hall, Southend-on-Sea |
| Replay Dinsdag 16 november 2010 19:45 GMT |                 |                  |                   | Stadion: Roots Hall, Southend-on-Sea |
| Replay Dinsdag 16 november 2010 19:45 GMT |                 |                  |                   | Stadion: Roots Hall, Southend-on-Sea |
|                                           |                 |                  |                   |                                      |

|                                   |                       |          |                                     |                                                                                          |
| Vrijdag 5 november 2010 19:45 GMT | Rochdale              | 2 - 3    | FC United of Manchester             | Stadion: Spotland Stadium, Rochdale Toeschouwers: 7.048 Scheidsrechter: Geoff Eltringham |
| Vrijdag 5 november 2010 19:45 GMT | Elding 53' Dawson 78' | (Report) | Platt 42' Cottrell 49' Norton 90+4' | Stadion: Spotland Stadium, Rochdale Toeschouwers: 7.048 Scheidsrechter: Geoff Eltringham |
| Vrijdag 5 november 2010 19:45 GMT |                       |          |                                     | Stadion: Spotland Stadium, Rochdale Toeschouwers: 7.048 Scheidsrechter: Geoff Eltringham |
| Vrijdag 5 november 2010 19:45 GMT |                       |          |                                     | Stadion: Spotland Stadium, Rochdale Toeschouwers: 7.048 Scheidsrechter: Geoff Eltringham |
|                                   |                       |          |                                     |                                                                                          |

|                                    |                                   |          |             |                                                                                 |
| Zaterdag 6 november 2010 15:00 GMT | Carlisle United                   | 6 - 0    | Tipton Town | Stadion: Brunton Park, Carlisle Toeschouwers: 4.241 Scheidsrechter: Andy Madley |
| Zaterdag 6 november 2010 15:00 GMT | Zoko 5' 19' Madine 9' 12' 41' 82' | (Report) |             | Stadion: Brunton Park, Carlisle Toeschouwers: 4.241 Scheidsrechter: Andy Madley |
| Zaterdag 6 november 2010 15:00 GMT |                                   |          |             | Stadion: Brunton Park, Carlisle Toeschouwers: 4.241 Scheidsrechter: Andy Madley |
| Zaterdag 6 november 2010 15:00 GMT |                                   |          |             | Stadion: Brunton Park, Carlisle Toeschouwers: 4.241 Scheidsrechter: Andy Madley |
|                                    |                                   |          |             |                                                                                 |

|                                    |               |          |             |                                                                                |
| Zaterdag 6 november 2010 15:00 GMT | Dartford      | 1 - 1    | Port Vale   | Stadion: Princes Park, Dartford Toeschouwers: 3.679 Scheidsrechter: Phil Gibbs |
| Zaterdag 6 november 2010 15:00 GMT | Bradbrook 39' | (Report) | McCombe 84' | Stadion: Princes Park, Dartford Toeschouwers: 3.679 Scheidsrechter: Phil Gibbs |
| Zaterdag 6 november 2010 15:00 GMT |               |          |             | Stadion: Princes Park, Dartford Toeschouwers: 3.679 Scheidsrechter: Phil Gibbs |
| Zaterdag 6 november 2010 15:00 GMT |               |          |             | Stadion: Princes Park, Dartford Toeschouwers: 3.679 Scheidsrechter: Phil Gibbs |
|                                    |               |          |             |                                                                                |

|                                           |           |     |          |                             |
| Replay Dinsdag 16 november 2010 19:45 GMT | Port Vale | 4-0 | Dartford | Stadion: Vale Park, Burslem |
| Replay Dinsdag 16 november 2010 19:45 GMT |           |     |          | Stadion: Vale Park, Burslem |
| Replay Dinsdag 16 november 2010 19:45 GMT |           |     |          | Stadion: Vale Park, Burslem |
| Replay Dinsdag 16 november 2010 19:45 GMT |           |     |          | Stadion: Vale Park, Burslem |
|                                           |           |     |          |                             |

|                                    |                     |          |                                   |                                                                                       |
| Zaterdag 6 november 2010 15:00 GMT | Forest Green Rovers | 0 - 3    | Northampton Town                  | Stadion: The New Lawn, Nailsworth Toeschouwers: 1.479 Scheidsrechter: James Linington |
| Zaterdag 6 november 2010 15:00 GMT |                     | (Report) | Johnson 30' Guinan 40' Jacobs 76' | Stadion: The New Lawn, Nailsworth Toeschouwers: 1.479 Scheidsrechter: James Linington |
| Zaterdag 6 november 2010 15:00 GMT |                     |          |                                   | Stadion: The New Lawn, Nailsworth Toeschouwers: 1.479 Scheidsrechter: James Linington |
| Zaterdag 6 november 2010 15:00 GMT |                     |          |                                   | Stadion: The New Lawn, Nailsworth Toeschouwers: 1.479 Scheidsrechter: James Linington |
|                                    |                     |          |                                   |                                                                                       |

|                                    |                |          |                          |                                                                                      |
| Zaterdag 6 november 2010 15:00 GMT | Fleetwood Town | 1 - 1    | Walsall                  | Stadion: Highbury Stadium, Fleetwood Toeschouwers: 2.319 Scheidsrechter: Peter Quinn |
| Zaterdag 6 november 2010 15:00 GMT | Mullan 50'     | (Report) | Richards 4' McGivern 40' | Stadion: Highbury Stadium, Fleetwood Toeschouwers: 2.319 Scheidsrechter: Peter Quinn |
| Zaterdag 6 november 2010 15:00 GMT |                |          |                          | Stadion: Highbury Stadium, Fleetwood Toeschouwers: 2.319 Scheidsrechter: Peter Quinn |
| Zaterdag 6 november 2010 15:00 GMT |                |          |                          | Stadion: Highbury Stadium, Fleetwood Toeschouwers: 2.319 Scheidsrechter: Peter Quinn |
|                                    |                |          |                          |                                                                                      |

|                                           |         |     |                |                                  |
| Replay Dinsdag 16 november 2010 19:45 GMT | Walsall | 2-0 | Fleetwood Town | Stadion: Bescot Stadium, Walsall |
| Replay Dinsdag 16 november 2010 19:45 GMT |         |     |                | Stadion: Bescot Stadium, Walsall |
| Replay Dinsdag 16 november 2010 19:45 GMT |         |     |                | Stadion: Bescot Stadium, Walsall |
| Replay Dinsdag 16 november 2010 19:45 GMT |         |     |                | Stadion: Bescot Stadium, Walsall |
|                                           |         |     |                |                                  |

|                                    |          |       |                   |                                                                                        |
| Zaterdag 6 november 2010 15:00 GMT | Barnet   | 0 - 0 | Charlton Athletic | Stadion: Underhill Stadium, Barnet Toeschouwers: 2.684 Scheidsrechter: Darren Drysdale |
| Zaterdag 6 november 2010 15:00 GMT | (Report) |       |                   | Stadion: Underhill Stadium, Barnet Toeschouwers: 2.684 Scheidsrechter: Darren Drysdale |
| Zaterdag 6 november 2010 15:00 GMT |          |       |                   | Stadion: Underhill Stadium, Barnet Toeschouwers: 2.684 Scheidsrechter: Darren Drysdale |
| Zaterdag 6 november 2010 15:00 GMT |          |       |                   | Stadion: Underhill Stadium, Barnet Toeschouwers: 2.684 Scheidsrechter: Darren Drysdale |
|                                    |          |       |                   |                                                                                        |

|                                           |                   |     |        |                               |
| Replay Dinsdag 16 november 2010 19:45 GMT | Charlton Athletic | 1-0 | Barnet | Stadion: The Valley, Charlton |
| Replay Dinsdag 16 november 2010 19:45 GMT |                   |     |        | Stadion: The Valley, Charlton |
| Replay Dinsdag 16 november 2010 19:45 GMT |                   |     |        | Stadion: The Valley, Charlton |
| Replay Dinsdag 16 november 2010 19:45 GMT |                   |     |        | Stadion: The Valley, Charlton |
|                                           |                   |     |        |                               |

|                                    |                 |          |                                                  |                                                                                   |
| Zaterdag 6 november 2010 15:00 GMT | Plymouth Argyle | 0 - 4    | Swindon Town                                     | Stadion: Home Park, Plymouth Toeschouwers: 5.226 Scheidsrechter: Darren Sheldrake |
| Zaterdag 6 november 2010 15:00 GMT | Parrett 45+2'   | (Report) | Morrison 23' Austin 41' Péricard 52' Ritchie 69' | Stadion: Home Park, Plymouth Toeschouwers: 5.226 Scheidsrechter: Darren Sheldrake |
| Zaterdag 6 november 2010 15:00 GMT |                 |          |                                                  | Stadion: Home Park, Plymouth Toeschouwers: 5.226 Scheidsrechter: Darren Sheldrake |
| Zaterdag 6 november 2010 15:00 GMT |                 |          |                                                  | Stadion: Home Park, Plymouth Toeschouwers: 5.226 Scheidsrechter: Darren Sheldrake |
|                                    |                 |          |                                                  |                                                                                   |

|                                    |                           |          |                                |                                                                                  |
| Zaterdag 6 november 2010 15:00 GMT | Accrington Stanley        | 3 - 2    | Oldham Athletic                | Stadion: Crown Ground, Accrington Toeschouwers: 2.275 Scheidsrechter: David Webb |
| Zaterdag 6 november 2010 15:00 GMT | Putterill 8' 52' Ryan 36' | (Report) | Feeney 69' Stephens 75' (pen.) | Stadion: Crown Ground, Accrington Toeschouwers: 2.275 Scheidsrechter: David Webb |
| Zaterdag 6 november 2010 15:00 GMT |                           |          |                                | Stadion: Crown Ground, Accrington Toeschouwers: 2.275 Scheidsrechter: David Webb |
| Zaterdag 6 november 2010 15:00 GMT |                           |          |                                | Stadion: Crown Ground, Accrington Toeschouwers: 2.275 Scheidsrechter: David Webb |
|                                    |                           |          |                                |                                                                                  |

|                                    |                   |          |                 |                                                                                     |
| Zaterdag 6 november 2010 15:00 GMT | Hartlepool United | 0 - 0    | Vauxhall Motors | Stadion: Victoria Park, Hartlepool Toeschouwers: 2.381 Scheidsrechter: Steve Martin |
| Zaterdag 6 november 2010 15:00 GMT | Humphreys 87'     | (Report) |                 | Stadion: Victoria Park, Hartlepool Toeschouwers: 2.381 Scheidsrechter: Steve Martin |
| Zaterdag 6 november 2010 15:00 GMT |                   |          |                 | Stadion: Victoria Park, Hartlepool Toeschouwers: 2.381 Scheidsrechter: Steve Martin |
| Zaterdag 6 november 2010 15:00 GMT |                   |          |                 | Stadion: Victoria Park, Hartlepool Toeschouwers: 2.381 Scheidsrechter: Steve Martin |
|                                    |                   |          |                 |                                                                                     |

|                                           |                 |     |                   |                                       |
| Replay Dinsdag 16 november 2010 19:45 GMT | Vauxhall Motors | 0-1 | Hartlepool United | Stadion: Rivacre Park, Ellesmere Port |
| Replay Dinsdag 16 november 2010 19:45 GMT |                 |     |                   | Stadion: Rivacre Park, Ellesmere Port |
| Replay Dinsdag 16 november 2010 19:45 GMT |                 |     |                   | Stadion: Rivacre Park, Ellesmere Port |
| Replay Dinsdag 16 november 2010 19:45 GMT |                 |     |                   | Stadion: Rivacre Park, Ellesmere Port |
|                                           |                 |     |                   |                                       |

|                                    |                  |          |                     |                                                                                  |
| Zaterdag 6 november 2010 15:00 GMT | Stockport County | 1 - 1    | Peterborough United | Stadion: Edgeley Park, Stockport Toeschouwers: 2.001 Scheidsrechter: Andy Haines |
| Zaterdag 6 november 2010 15:00 GMT | Griffin 20'      | (Report) | McLean 28'          | Stadion: Edgeley Park, Stockport Toeschouwers: 2.001 Scheidsrechter: Andy Haines |
| Zaterdag 6 november 2010 15:00 GMT |                  |          |                     | Stadion: Edgeley Park, Stockport Toeschouwers: 2.001 Scheidsrechter: Andy Haines |
| Zaterdag 6 november 2010 15:00 GMT |                  |          |                     | Stadion: Edgeley Park, Stockport Toeschouwers: 2.001 Scheidsrechter: Andy Haines |
|                                    |                  |          |                     |                                                                                  |

|                                           |                     |     |                  |                                            |
| Replay Dinsdag 16 november 2010 19:45 GMT | Peterborough United | 4-1 | Stockport County | Stadion: London Road Stadium, Peterborough |
| Replay Dinsdag 16 november 2010 19:45 GMT |                     |     |                  | Stadion: London Road Stadium, Peterborough |
| Replay Dinsdag 16 november 2010 19:45 GMT |                     |     |                  | Stadion: London Road Stadium, Peterborough |
| Replay Dinsdag 16 november 2010 19:45 GMT |                     |     |                  | Stadion: London Road Stadium, Peterborough |
|                                           |                     |     |                  |                                            |

|                                    |               |          |                |                                                                                    |
| Zaterdag 6 november 2010 15:00 GMT | Brentford     | 1 - 1    | Aldershot Town | Stadion: Griffin Park, Brentford Toeschouwers: 4.090 Scheidsrechter: Russell Booth |
| Zaterdag 6 november 2010 15:00 GMT | MacDonald 20' | (Report) | Small 13'      | Stadion: Griffin Park, Brentford Toeschouwers: 4.090 Scheidsrechter: Russell Booth |
| Zaterdag 6 november 2010 15:00 GMT |               |          |                | Stadion: Griffin Park, Brentford Toeschouwers: 4.090 Scheidsrechter: Russell Booth |
| Zaterdag 6 november 2010 15:00 GMT |               |          |                | Stadion: Griffin Park, Brentford Toeschouwers: 4.090 Scheidsrechter: Russell Booth |
|                                    |               |          |                |                                                                                    |

|                                           |                |     |           |                                       |
| Replay Dinsdag 16 november 2010 19:45 GMT | Aldershot Town | 1-0 | Brentford | Stadion: Recreation Ground, Aldershot |
| Replay Dinsdag 16 november 2010 19:45 GMT |                |     |           | Stadion: Recreation Ground, Aldershot |
| Replay Dinsdag 16 november 2010 19:45 GMT |                |     |           | Stadion: Recreation Ground, Aldershot |
| Replay Dinsdag 16 november 2010 19:45 GMT |                |     |           | Stadion: Recreation Ground, Aldershot |
|                                           |                |     |           |                                       |

## Tweede ronde
De wedstrijden werden gespeeld van 26 november 2010 tot en met 29 november 2010. De replays werden gespeeld op 7, 8 en 9 december.
|                                |                                       |          |                        |                                                                                           |
| zaterdag 27 november 15:00 GMT | Sheffield Wednesday                   | 3 - 2    | Northampton Town       | Stadion: Hillsborough Stadium, Sheffield Toeschouwers: 8.932 Scheidsrechter: David Foster |
| zaterdag 27 november 15:00 GMT | Beevers 6' Miller 37' (pen) 90' (pen) | (Report) | McKay 56' Thornton 90' | Stadion: Hillsborough Stadium, Sheffield Toeschouwers: 8.932 Scheidsrechter: David Foster |
| zaterdag 27 november 15:00 GMT |                                       |          |                        | Stadion: Hillsborough Stadium, Sheffield Toeschouwers: 8.932 Scheidsrechter: David Foster |
| zaterdag 27 november 15:00 GMT |                                       |          |                        | Stadion: Hillsborough Stadium, Sheffield Toeschouwers: 8.932 Scheidsrechter: David Foster |
|                                |                                       |          |                        |                                                                                           |

|                                |                                     |          |              |                                                                                            |
| zaterdag 27 november 15:00 GMT | Burton Albion                       | 3 - 1    | Chesterfield | Stadion: Pirelli Stadium, Burton upon Trent Toeschouwers: 3.881 Scheidsrechter: Mark Brown |
| zaterdag 27 november 15:00 GMT | Webster 11' Maghoma 22' Collins 90' | (Report) | Bowery 90'   | Stadion: Pirelli Stadium, Burton upon Trent Toeschouwers: 3.881 Scheidsrechter: Mark Brown |
| zaterdag 27 november 15:00 GMT |                                     |          |              | Stadion: Pirelli Stadium, Burton upon Trent Toeschouwers: 3.881 Scheidsrechter: Mark Brown |
| zaterdag 27 november 15:00 GMT |                                     |          |              | Stadion: Pirelli Stadium, Burton upon Trent Toeschouwers: 3.881 Scheidsrechter: Mark Brown |
|                                |                                     |          |              |                                                                                            |

|                                |                                                                     |           |                   |                                                                                          |
| zaterdag 27 november 15:00 GMT | Huddersfield Town                                                   | 6 - 0     | Macclesfield Town | Stadion: Galpharm Stadium, Huddersfield Toeschouwers: 4.924 Scheidsrechter: Carl Boyeson |
| zaterdag 27 november 15:00 GMT | Rhodes 19' Pilkington 35' Afobe 45' McCombe 49' Kay 53' Roberts 73' | (Verslag) |                   | Stadion: Galpharm Stadium, Huddersfield Toeschouwers: 4.924 Scheidsrechter: Carl Boyeson |
| zaterdag 27 november 15:00 GMT |                                                                     |           |                   | Stadion: Galpharm Stadium, Huddersfield Toeschouwers: 4.924 Scheidsrechter: Carl Boyeson |
| zaterdag 27 november 15:00 GMT |                                                                     |           |                   | Stadion: Galpharm Stadium, Huddersfield Toeschouwers: 4.924 Scheidsrechter: Carl Boyeson |
|                                |                                                                     |           |                   |                                                                                          |

|                                     |               |           |                        |                                                                               |
| zaterdag 27 november 2010 12:50 GMT | AFC Wimbledon | 0 - 2     | Stevenage              | Stadion: Kingsmeadow, Londen Toeschouwers: 3.633 Scheidsrechter: Keith Stroud |
| zaterdag 27 november 2010 12:50 GMT | Harris 83'    | (Verslag) | Walker 24' Odubade 81' | Stadion: Kingsmeadow, Londen Toeschouwers: 3.633 Scheidsrechter: Keith Stroud |
| zaterdag 27 november 2010 12:50 GMT |               |           |                        | Stadion: Kingsmeadow, Londen Toeschouwers: 3.633 Scheidsrechter: Keith Stroud |
| zaterdag 27 november 2010 12:50 GMT |               |           |                        | Stadion: Kingsmeadow, Londen Toeschouwers: 3.633 Scheidsrechter: Keith Stroud |
|                                     |               |           |                        |                                                                               |

|                                    |                   |     |             |                                                                  |
| Dinsdag 14 december 2010 19:45 GMT | Hartlepool United | 4-2 | Yeovil Town | Stadion: Victoria Park, Hartlepool Scheidsrechter: Robert Madley |
| Dinsdag 14 december 2010 19:45 GMT |                   |     |             | Stadion: Victoria Park, Hartlepool Scheidsrechter: Robert Madley |
| Dinsdag 14 december 2010 19:45 GMT |                   |     |             | Stadion: Victoria Park, Hartlepool Scheidsrechter: Robert Madley |
| Dinsdag 14 december 2010 19:45 GMT |                   |     |             | Stadion: Victoria Park, Hartlepool Scheidsrechter: Robert Madley |
|                                    |                   |     |             |                                                                  |

|                                |          |          |                              |                                                                       |
| zaterdag 27 november 15:00 GMT | Bury     | 1 - 2    | Peterborough United          | Stadion: Gigg Lane, Bury Toeschouwers: 2.514 Scheidsrechter: Jon Moss |
| zaterdag 27 november 15:00 GMT | Lowe 51' | (Report) | Tomlin 13' Mackail-Smith 38' | Stadion: Gigg Lane, Bury Toeschouwers: 2.514 Scheidsrechter: Jon Moss |
| zaterdag 27 november 15:00 GMT |          |          |                              | Stadion: Gigg Lane, Bury Toeschouwers: 2.514 Scheidsrechter: Jon Moss |
| zaterdag 27 november 15:00 GMT |          |          |                              | Stadion: Gigg Lane, Bury Toeschouwers: 2.514 Scheidsrechter: Jon Moss |
|                                |          |          |                              |                                                                       |

|                                    |              |     |                 |                                                                 |
| dinsdag 14 december 2010 19:45 GMT | Notts County | 3-1 | AFC Bournemouth | Stadion: Meadow Lane, Nottingham Scheidsrechter: Neil Swarbrick |
| dinsdag 14 december 2010 19:45 GMT |              |     |                 | Stadion: Meadow Lane, Nottingham Scheidsrechter: Neil Swarbrick |
| dinsdag 14 december 2010 19:45 GMT |              |     |                 | Stadion: Meadow Lane, Nottingham Scheidsrechter: Neil Swarbrick |
| dinsdag 14 december 2010 19:45 GMT |              |     |                 | Stadion: Meadow Lane, Nottingham Scheidsrechter: Neil Swarbrick |
|                                    |              |     |                 |                                                                 |

|                                    |           |     |               |                                                                         |
| Maandag 29 november 2010 19:45 GMT | Droylsden | 1-1 | Leyton Orient | Stadion: Butcher's Arms Ground, Droylsden Scheidsrechter: Colin Webster |
| Maandag 29 november 2010 19:45 GMT |           |     |               | Stadion: Butcher's Arms Ground, Droylsden Scheidsrechter: Colin Webster |
| Maandag 29 november 2010 19:45 GMT |           |     |               | Stadion: Butcher's Arms Ground, Droylsden Scheidsrechter: Colin Webster |
| Maandag 29 november 2010 19:45 GMT |           |     |               | Stadion: Butcher's Arms Ground, Droylsden Scheidsrechter: Colin Webster |
|                                    |           |     |               |                                                                         |

|                                    |              |          |              |                                                                                         |
| Vrijdag 26 november 2010 19:45 GMT | Crawley Town | 1 - 1    | Swindon Town | Stadion: Broadfield Stadium, Crawley Toeschouwers: 3.895 Scheidsrechter: Rob Shoebridge |
| Vrijdag 26 november 2010 19:45 GMT | Tubbs 76'    | (Report) | Austin 66'   | Stadion: Broadfield Stadium, Crawley Toeschouwers: 3.895 Scheidsrechter: Rob Shoebridge |
| Vrijdag 26 november 2010 19:45 GMT |              |          |              | Stadion: Broadfield Stadium, Crawley Toeschouwers: 3.895 Scheidsrechter: Rob Shoebridge |
| Vrijdag 26 november 2010 19:45 GMT |              |          |              | Stadion: Broadfield Stadium, Crawley Toeschouwers: 3.895 Scheidsrechter: Rob Shoebridge |
|                                    |              |          |              |                                                                                         |

|                                     |              |          |              |                                 |
| Replay Dinsdag 7 december 19:45 GMT | Swindon Town | 2-3 n.v. | Crawley Town | Stadion: County Ground, Swindon |
| Replay Dinsdag 7 december 19:45 GMT |              |          |              | Stadion: County Ground, Swindon |
| Replay Dinsdag 7 december 19:45 GMT |              |          |              | Stadion: County Ground, Swindon |
| Replay Dinsdag 7 december 19:45 GMT |              |          |              | Stadion: County Ground, Swindon |
|                                     |              |          |              |                                 |

|                                |                        |          |                         |                                                                                         |
| zaterdag 27 november 15:00 GMT | Brighton & Hove Albion | 1 - 1    | FC United of Manchester | Stadion: Withdean Stadium, Brighton Toeschouwers: 5.362 Scheidsrechter: Dean Whitestone |
| zaterdag 27 november 15:00 GMT | Taricco 83'            | (Report) | Platt 40' McManus       | Stadion: Withdean Stadium, Brighton Toeschouwers: 5.362 Scheidsrechter: Dean Whitestone |
| zaterdag 27 november 15:00 GMT |                        |          |                         | Stadion: Withdean Stadium, Brighton Toeschouwers: 5.362 Scheidsrechter: Dean Whitestone |
| zaterdag 27 november 15:00 GMT |                        |          |                         | Stadion: Withdean Stadium, Brighton Toeschouwers: 5.362 Scheidsrechter: Dean Whitestone |
|                                |                        |          |                         |                                                                                         |

|                                      |                         |     |                        |                          |
| Replay Woensdag 8 december 19:45 GMT | FC United of Manchester | 0-4 | Brighton & Hove Albion | Stadion: Gigg Lane, Bury |
| Replay Woensdag 8 december 19:45 GMT |                         |     |                        | Stadion: Gigg Lane, Bury |
| Replay Woensdag 8 december 19:45 GMT |                         |     |                        | Stadion: Gigg Lane, Bury |
| Replay Woensdag 8 december 19:45 GMT |                         |     |                        | Stadion: Gigg Lane, Bury |
|                                      |                         |     |                        |                          |

|                                |                                |          |                 |                                                                                             |
| zaterdag 27 november 15:00 GMT | Southampton                    | 3 - 0    | Cheltenham Town | Stadion: St. Mary's Stadium, Southampton Toeschouwers: 9.276 Scheidsrechter: Stuart Attwell |
| zaterdag 27 november 15:00 GMT | Lallana 8' Guly 50' Gobern 87' | (Report) |                 | Stadion: St. Mary's Stadium, Southampton Toeschouwers: 9.276 Scheidsrechter: Stuart Attwell |
| zaterdag 27 november 15:00 GMT |                                |          |                 | Stadion: St. Mary's Stadium, Southampton Toeschouwers: 9.276 Scheidsrechter: Stuart Attwell |
| zaterdag 27 november 15:00 GMT |                                |          |                 | Stadion: St. Mary's Stadium, Southampton Toeschouwers: 9.276 Scheidsrechter: Stuart Attwell |
|                                |                                |          |                 |                                                                                             |

|                                |                |          |         |                                                                                |
| zaterdag 27 november 15:00 GMT | Torquay United | 1 - 0    | Walsall | Stadion: Plainmoor, Torquay Toeschouwers: 2.334 Scheidsrechter: Danny McDermid |
| zaterdag 27 november 15:00 GMT | Kee 41' (pen)  | (Report) |         | Stadion: Plainmoor, Torquay Toeschouwers: 2.334 Scheidsrechter: Danny McDermid |
| zaterdag 27 november 15:00 GMT |                |          |         | Stadion: Plainmoor, Torquay Toeschouwers: 2.334 Scheidsrechter: Danny McDermid |
| zaterdag 27 november 15:00 GMT |                |          |         | Stadion: Plainmoor, Torquay Toeschouwers: 2.334 Scheidsrechter: Danny McDermid |
|                                |                |          |         |                                                                                |

|                                |                         |          |                |                                                                                 |
| zaterdag 27 november 15:00 GMT | Charlton Athletic       | 2 - 2    | Luton Town     | Stadion: The Valley, Londen Toeschouwers: 8.682 Scheidsrechter: Oliver Langford |
| zaterdag 27 november 15:00 GMT | Anyinsah 6' Jackson 34' | (Report) | Drury 30', 83' | Stadion: The Valley, Londen Toeschouwers: 8.682 Scheidsrechter: Oliver Langford |
| zaterdag 27 november 15:00 GMT |                         |          |                | Stadion: The Valley, Londen Toeschouwers: 8.682 Scheidsrechter: Oliver Langford |
| zaterdag 27 november 15:00 GMT |                         |          |                | Stadion: The Valley, Londen Toeschouwers: 8.682 Scheidsrechter: Oliver Langford |
|                                |                         |          |                |                                                                                 |

|                                       |            |     |                   |                                 |
| Replay Wednesday 8 December 19:45 GMT | Luton Town | 1-3 | Charlton Athletic | Stadion: Kenilworth Road, Luton |
| Replay Wednesday 8 December 19:45 GMT |            |     |                   | Stadion: Kenilworth Road, Luton |
| Replay Wednesday 8 December 19:45 GMT |            |     |                   | Stadion: Kenilworth Road, Luton |
| Replay Wednesday 8 December 19:45 GMT |            |     |                   | Stadion: Kenilworth Road, Luton |
|                                       |            |     |                   |                                 |

|                                |                   |          |                     | |
| zaterdag 27 november 15:00 GMT | Colchester United | 1 - 0    | Swindon Supermarine | Stadion: Colchester Community Stadium, Colchester Toeschouwers: 3.047 Scheidsrechter: Dave Phillips |
| zaterdag 27 november 15:00 GMT | Mooney 21'        | (Report) |                     | Stadion: Colchester Community Stadium, Colchester Toeschouwers: 3.047 Scheidsrechter: Dave Phillips |
| zaterdag 27 november 15:00 GMT |                   |          |                     | Stadion: Colchester Community Stadium, Colchester Toeschouwers: 3.047 Scheidsrechter: Dave Phillips |
| zaterdag 27 november 15:00 GMT |                   |          |                     | Stadion: Colchester Community Stadium, Colchester Toeschouwers: 3.047 Scheidsrechter: Dave Phillips |
|                                |                   |          |                     | |

|                                |                             |          |                        |                                                                                     |
| zaterdag 27 november 15:00 GMT | Hereford United             | 2 - 2    | Lincoln City           | Stadion: Edgar Street, Hereford Toeschouwers: 1.803 Scheidsrechter: Iain Williamson |
| zaterdag 27 november 15:00 GMT | Purdie 23' Manset 86' (pen) | (Report) | Grimes 19' Carayol 27' | Stadion: Edgar Street, Hereford Toeschouwers: 1.803 Scheidsrechter: Iain Williamson |
| zaterdag 27 november 15:00 GMT |                             |          |                        | Stadion: Edgar Street, Hereford Toeschouwers: 1.803 Scheidsrechter: Iain Williamson |
| zaterdag 27 november 15:00 GMT |                             |          |                        | Stadion: Edgar Street, Hereford Toeschouwers: 1.803 Scheidsrechter: Iain Williamson |
|                                |                             |          |                        |                                                                                     |

|                                      |              |     |                 |                               |
| Replay Woensdag 8 december 19:45 GMT | Lincoln City | 3-4 | Hereford United | Stadion: Sincil Bank, Lincoln |
| Replay Woensdag 8 december 19:45 GMT |              |     |                 | Stadion: Sincil Bank, Lincoln |
| Replay Woensdag 8 december 19:45 GMT |              |     |                 | Stadion: Sincil Bank, Lincoln |
| Replay Woensdag 8 december 19:45 GMT |              |     |                 | Stadion: Sincil Bank, Lincoln |
|                                      |              |     |                 |                               |

|                               |                |          |                    |                                                                                         |
| Vrijdag 26 november 19:45 GMT | Port Vale      | 1 - 0    | Accrington Stanley | Stadion: Vale Park, Stoke-on-Trent Toeschouwers: 4.016 Scheidsrechter: Darren Sheldrake |
| Vrijdag 26 november 19:45 GMT | J.Richards 24' | (Report) |                    | Stadion: Vale Park, Stoke-on-Trent Toeschouwers: 4.016 Scheidsrechter: Darren Sheldrake |
| Vrijdag 26 november 19:45 GMT |                |          |                    | Stadion: Vale Park, Stoke-on-Trent Toeschouwers: 4.016 Scheidsrechter: Darren Sheldrake |
| Vrijdag 26 november 19:45 GMT |                |          |                    | Stadion: Vale Park, Stoke-on-Trent Toeschouwers: 4.016 Scheidsrechter: Darren Sheldrake |
|                               |                |          |                    |                                                                                         |

|                                |                            |          |                 |                                                                                    |
| zaterdag 27 november 15:00 GMT | Wycombe Wanderers          | 3 - 1    | Chelmsford City | Stadion: Adams Park, High Wycombe Toeschouwers: 3.205 Scheidsrechter: Robert Lewis |
| zaterdag 27 november 15:00 GMT | Rendell 22' 73' Beavon 84' | (Report) | Higgins 59'     | Stadion: Adams Park, High Wycombe Toeschouwers: 3.205 Scheidsrechter: Robert Lewis |
| zaterdag 27 november 15:00 GMT |                            |          |                 | Stadion: Adams Park, High Wycombe Toeschouwers: 3.205 Scheidsrechter: Robert Lewis |
| zaterdag 27 november 15:00 GMT |                            |          |                 | Stadion: Adams Park, High Wycombe Toeschouwers: 3.205 Scheidsrechter: Robert Lewis |
|                                |                            |          |                 |                                                                                    |

|                                |                                 |          |                         |                                                                                     |
| zaterdag 27 november 15:00 GMT | Carlisle United                 | 3 - 2    | Tamworth                | Stadion: Brunton Park, Carlisle Toeschouwers: 3.599 Scheidsrechter: Scott Mathieson |
| zaterdag 27 november 15:00 GMT | Madine 50' Zoko 86' Chester 90' | (Report) | Marshall 30' Thomas 85' | Stadion: Brunton Park, Carlisle Toeschouwers: 3.599 Scheidsrechter: Scott Mathieson |
| zaterdag 27 november 15:00 GMT |                                 |          |                         | Stadion: Brunton Park, Carlisle Toeschouwers: 3.599 Scheidsrechter: Scott Mathieson |
| zaterdag 27 november 15:00 GMT |                                 |          |                         | Stadion: Brunton Park, Carlisle Toeschouwers: 3.599 Scheidsrechter: Scott Mathieson |
|                                |                                 |          |                         |                                                                                     |

|                                |                                |          |                |                                                                                            |
| zaterdag 27 november 15:00 GMT | Dover Athletic                 | 2 - 0    | Aldershot Town | Stadion: Crabble Athletic Ground, River Toeschouwers: 4.123 Scheidsrechter: Brendan Malone |
| zaterdag 27 november 15:00 GMT | Birchall 54' Birchall 90(pen)' | (Report) |                | Stadion: Crabble Athletic Ground, River Toeschouwers: 4.123 Scheidsrechter: Brendan Malone |
| zaterdag 27 november 15:00 GMT |                                |          |                | Stadion: Crabble Athletic Ground, River Toeschouwers: 4.123 Scheidsrechter: Brendan Malone |
| zaterdag 27 november 15:00 GMT |                                |          |                | Stadion: Crabble Athletic Ground, River Toeschouwers: 4.123 Scheidsrechter: Brendan Malone |
|                                |                                |          |                |                                                                                            |

|                                |            |          |                          |                                                                                            |
| zaterdag 27 november 15:00 GMT | Darlington | 0 - 2    | York City                | Stadion: The Darlington Arena, Darlington Toeschouwers: 2.500 Scheidsrechter: Paul Tierney |
| zaterdag 27 november 15:00 GMT |            | (Report) | Sangare 44' Chambers 90' | Stadion: The Darlington Arena, Darlington Toeschouwers: 2.500 Scheidsrechter: Paul Tierney |
| zaterdag 27 november 15:00 GMT |            |          |                          | Stadion: The Darlington Arena, Darlington Toeschouwers: 2.500 Scheidsrechter: Paul Tierney |
| zaterdag 27 november 15:00 GMT |            |          |                          | Stadion: The Darlington Arena, Darlington Toeschouwers: 2.500 Scheidsrechter: Paul Tierney |
|                                |            |          |                          |                                                                                            |

## Derde ronde
De loting voor de derde ronde had plaats op 28 november 2010 in het Wembley Stadium. De wedstrijden worden gespeeld van 8 januari 2011 tot en met 11 januari 2011. De replays worden gespeeld op 18 januari 2011.
|                                   |                                                       |        |                    |                                              |
| Zaterdag 8 januari 2011 15:00 GMT | Burnley                                               | 4 – 2  | Port Vale          | Toeschouwers: 9.442 Scheidsrechter: Ilderton |
| Zaterdag 8 januari 2011 15:00 GMT | Carlisle 4' Mears 21' Eagles 50' Alexander 76' (pen.) | Report | R. Taylor 15', 82' | Toeschouwers: 9.442 Scheidsrechter: Ilderton |
| Zaterdag 8 januari 2011 15:00 GMT |                                                       |        |                    | Toeschouwers: 9.442 Scheidsrechter: Ilderton |
| Zaterdag 8 januari 2011 15:00 GMT |                                                       |        |                    | Toeschouwers: 9.442 Scheidsrechter: Ilderton |
|                                   |                                                       |        |                    |                                              |

|                                   |                        |        |                |                                            |
| Zaterdag 8 januari 2011 15:00 GMT | Coventry City          | 2 – 1  | Crystal Palace | Toeschouwers: 8.162 Scheidsrechter: Pawson |
| Zaterdag 8 januari 2011 15:00 GMT | Eastwood 15' Baker 17' | Report | Danns 81'      | Toeschouwers: 8.162 Scheidsrechter: Pawson |
| Zaterdag 8 januari 2011 15:00 GMT |                        |        |                | Toeschouwers: 8.162 Scheidsrechter: Pawson |
| Zaterdag 8 januari 2011 15:00 GMT |                        |        |                | Toeschouwers: 8.162 Scheidsrechter: Pawson |
|                                   |                        |        |                |                                            |

|                                   |              |        |                                   |                                                |
| Zaterdag 8 januari 2011 15:00 GMT | Bristol City | 0 – 3  | Sheffield Wednesday               | Toeschouwers: 11.378 Scheidsrechter: Sheldrake |
| Zaterdag 8 januari 2011 15:00 GMT |              | Report | Teale 49' Mellor 55' Morrison 65' | Toeschouwers: 11.378 Scheidsrechter: Sheldrake |
| Zaterdag 8 januari 2011 15:00 GMT |              |        |                                   | Toeschouwers: 11.378 Scheidsrechter: Sheldrake |
| Zaterdag 8 januari 2011 15:00 GMT |              |        |                                   | Toeschouwers: 11.378 Scheidsrechter: Sheldrake |
|                                   |              |        |                                   |                                                |

|                                   |                                                      |        |                              |                                                |
| Zaterdag 8 januari 2011 15:00 GMT | Fulham                                               | 6 – 2  | Peterborough United          | Toeschouwers: 15.936 Scheidsrechter: Lee Mason |
| Zaterdag 8 januari 2011 15:00 GMT | Kamara 32', 59', 76' Etuhu 45' Gera 66' Greening 89' | Report | Tomlin 71' McCann 86' (pen.) | Toeschouwers: 15.936 Scheidsrechter: Lee Mason |
| Zaterdag 8 januari 2011 15:00 GMT |                                                      |        |                              | Toeschouwers: 15.936 Scheidsrechter: Lee Mason |
| Zaterdag 8 januari 2011 15:00 GMT |                                                      |        |                              | Toeschouwers: 15.936 Scheidsrechter: Lee Mason |
|                                   |                                                      |        |                              |                                                |

|                                   |                      |        |                                         |                                            |
| Zaterdag 8 januari 2011 15:00 GMT | Doncaster Rovers     | 2 – 2  | Wolverhampton Wanderers                 | Toeschouwers: 8.616 Scheidsrechter: Taylor |
| Zaterdag 8 januari 2011 15:00 GMT | Sharp 41' Hayter 43' | Report | Milijaš 38' Hunt 58' (pen.) Elokobi 77' | Toeschouwers: 8.616 Scheidsrechter: Taylor |
| Zaterdag 8 januari 2011 15:00 GMT |                      |        |                                         | Toeschouwers: 8.616 Scheidsrechter: Taylor |
| Zaterdag 8 januari 2011 15:00 GMT |                      |        |                                         | Toeschouwers: 8.616 Scheidsrechter: Taylor |
|                                   |                      |        |                                         |                                            |

|                                    |                                                              |         |                  |                                             |
| Replay Dinsdag 18 januari 2011 GMT | Wolverhampton Wanderers                                      | 5 – 0   | Doncaster Rovers | Toeschouwers: 10.031 Scheidsrechter: Friend |
| Replay Dinsdag 18 januari 2011 GMT | Fletcher 5' Mujangi Bia 61' Doyle 66' Jarvis 74' Jones 90+3' | Verslag |                  | Toeschouwers: 10.031 Scheidsrechter: Friend |
| Replay Dinsdag 18 januari 2011 GMT |                                                              |         |                  | Toeschouwers: 10.031 Scheidsrechter: Friend |
| Replay Dinsdag 18 januari 2011 GMT |                                                              |         |                  | Toeschouwers: 10.031 Scheidsrechter: Friend |
|                                    |                                                              |         |                  |                                             |

|                                   |                                          |        |                       |                                           |
| Zaterdag 8 januari 2011 15:00 GMT | Brighton & Hove Albion                   | 3 – 1  | Portsmouth            | Toeschouwers: 7.792 Scheidsrechter: Scott |
| Zaterdag 8 januari 2011 15:00 GMT | Wood 26' Barnes 45' (pen.) Sandaza 90+1' | Report | Kilbey 88' Kitson 14' | Toeschouwers: 7.792 Scheidsrechter: Scott |
| Zaterdag 8 januari 2011 15:00 GMT |                                          |        |                       | Toeschouwers: 7.792 Scheidsrechter: Scott |
| Zaterdag 8 januari 2011 15:00 GMT |                                          |        |                       | Toeschouwers: 7.792 Scheidsrechter: Scott |
|                                   |                                          |        |                       |                                           |

|                                   |                       |        |                |                                           |
| Zaterdag 8 januari 2011 15:00 GMT | Huddersfield Town     | 2 – 0  | Dover Athletic | Toeschouwers: 7.894 Scheidsrechter: Bates |
| Zaterdag 8 januari 2011 15:00 GMT | Arfield 7' Roberts 8' | Report |                | Toeschouwers: 7.894 Scheidsrechter: Bates |
| Zaterdag 8 januari 2011 15:00 GMT |                       |        |                | Toeschouwers: 7.894 Scheidsrechter: Bates |
| Zaterdag 8 januari 2011 15:00 GMT |                       |        |                | Toeschouwers: 7.894 Scheidsrechter: Bates |
|                                   |                       |        |                |                                           |

|                                   |                             |        |          |                                                |
| Zaterdag 8 januari 2011 15:00 GMT | West Ham United             | 2 – 0  | Barnsley | Toeschouwers: 32.159 Scheidsrechter: Swarbrick |
| Zaterdag 8 januari 2011 15:00 GMT | Spector 29' Piquionne 90+4' | Report |          | Toeschouwers: 32.159 Scheidsrechter: Swarbrick |
| Zaterdag 8 januari 2011 15:00 GMT |                             |        |          | Toeschouwers: 32.159 Scheidsrechter: Swarbrick |
| Zaterdag 8 januari 2011 15:00 GMT |                             |        |          | Toeschouwers: 32.159 Scheidsrechter: Swarbrick |
|                                   |                             |        |          |                                                |

|                                   |          |        |                      |                                           |
| Zaterdag 8 januari 2011 15:00 GMT | Reading  | 1 – 0  | West Bromwich Albion | Toeschouwers: 13.005 Scheidsrechter: Moss |
| Zaterdag 8 januari 2011 15:00 GMT | Long 41' | Report | Olsson 60'           | Toeschouwers: 13.005 Scheidsrechter: Moss |
| Zaterdag 8 januari 2011 15:00 GMT |          |        |                      | Toeschouwers: 13.005 Scheidsrechter: Moss |
| Zaterdag 8 januari 2011 15:00 GMT |          |        |                      | Toeschouwers: 13.005 Scheidsrechter: Moss |
|                                   |          |        |                      |                                           |

|                                   |                     |        |                      |                                           |
| Zaterdag 8 januari 2011 12:45 GMT | Arsenal             | 1 – 1  | Leeds United         | Toeschouwers: 59.520 Scheidsrechter: Dowd |
| Zaterdag 8 januari 2011 12:45 GMT | Fàbregas 90' (pen.) | Report | Snodgrass 54' (pen.) | Toeschouwers: 59.520 Scheidsrechter: Dowd |
| Zaterdag 8 januari 2011 12:45 GMT |                     |        |                      | Toeschouwers: 59.520 Scheidsrechter: Dowd |
| Zaterdag 8 januari 2011 12:45 GMT |                     |        |                      | Toeschouwers: 59.520 Scheidsrechter: Dowd |
|                                   |                     |        |                      |                                           |

|                                    |              |         |                                   |                                           |
| Replay Dinsdag 18 januari 2011 GMT | Leeds United | 1 – 3   | Arsenal                           | Toeschouwers: 38.232 Scheidsrechter: Dean |
| Replay Dinsdag 18 januari 2011 GMT | Johnson 37'  | Verslag | Nasri 5' Sagna 35' van Persie 76' | Toeschouwers: 38.232 Scheidsrechter: Dean |
| Replay Dinsdag 18 januari 2011 GMT |              |         |                                   | Toeschouwers: 38.232 Scheidsrechter: Dean |
| Replay Dinsdag 18 januari 2011 GMT |              |         |                                   | Toeschouwers: 38.232 Scheidsrechter: Dean |
|                                    |              |         |                                   |                                           |

|                                   |                  |        |                                                         |                                            |
| Zaterdag 8 januari 2011 15:00 GMT | Sheffield United | 1 – 3  | Aston Villa                                             | Toeschouwers: 16.888 Scheidsrechter: Jones |
| Zaterdag 8 januari 2011 15:00 GMT | Ward 48' (pen.)  | Report | Walker 9' Albrighton 33' Petrov 90+3' A. Young 62', 77' | Toeschouwers: 16.888 Scheidsrechter: Jones |
| Zaterdag 8 januari 2011 15:00 GMT |                  |        |                                                         | Toeschouwers: 16.888 Scheidsrechter: Jones |
| Zaterdag 8 januari 2011 15:00 GMT |                  |        |                                                         | Toeschouwers: 16.888 Scheidsrechter: Jones |
|                                   |                  |        |                                                         |                                            |

|                                 |                   |        |                      |                                           |
| zondag 9 januari 2011 16:00 GMT | Leicester City    | 2 – 2  | Manchester City      | Toeschouwers: 31.200 Scheidsrechter: Dean |
| zondag 9 januari 2011 16:00 GMT | Bamba 1' King 64' | Report | Milner 23' Tevez 45' | Toeschouwers: 31.200 Scheidsrechter: Dean |
| zondag 9 januari 2011 16:00 GMT |                   |        |                      | Toeschouwers: 31.200 Scheidsrechter: Dean |
| zondag 9 januari 2011 16:00 GMT |                   |        |                      | Toeschouwers: 31.200 Scheidsrechter: Dean |
|                                 |                   |        |                      |                                           |

|                                          |                                                 |        |                               |                                             |
| Replay Dinsdag 18 januari 2011 19:45 GMT | Manchester City                                 | 4 – 2  | Leicester City                | Toeschouwers: 27.755 Scheidsrechter: Halsey |
| Replay Dinsdag 18 januari 2011 19:45 GMT | Tévez 15' Vieira 37' A. Johnson 38' Kolarov 90' | Report | Gallagher 19' (pen.) Dyer 83' | Toeschouwers: 27.755 Scheidsrechter: Halsey |
| Replay Dinsdag 18 januari 2011 19:45 GMT |                                                 |        |                               | Toeschouwers: 27.755 Scheidsrechter: Halsey |
| Replay Dinsdag 18 januari 2011 19:45 GMT |                                                 |        |                               | Toeschouwers: 27.755 Scheidsrechter: Halsey |
|                                          |                                                 |        |                               |                                             |

|                                   |                         |        |           |                                           |
| Zaterdag 8 januari 2011 15:00 GMT | Bolton Wanderers        | 2 – 0  | York City | Toeschouwers: 13.120 Scheidsrechter: Hill |
| Zaterdag 8 januari 2011 15:00 GMT | Davies 83' Elmander 89' | Report |           | Toeschouwers: 13.120 Scheidsrechter: Hill |
| Zaterdag 8 januari 2011 15:00 GMT |                         |        |           | Toeschouwers: 13.120 Scheidsrechter: Hill |
| Zaterdag 8 januari 2011 15:00 GMT |                         |        |           | Toeschouwers: 13.120 Scheidsrechter: Hill |
|                                   |                         |        |           |                                           |

|                                   |                  |        |                     |                                             |
| Zaterdag 8 januari 2011 15:00 GMT | Blackburn Rovers | 1 – 0  | Queens Park Rangers | Toeschouwers: 10.284 Scheidsrechter: Walton |
| Zaterdag 8 januari 2011 15:00 GMT | Hoilett 77'      | Report |                     | Toeschouwers: 10.284 Scheidsrechter: Walton |
| Zaterdag 8 januari 2011 15:00 GMT |                  |        |                     | Toeschouwers: 10.284 Scheidsrechter: Walton |
| Zaterdag 8 januari 2011 15:00 GMT |                  |        |                     | Toeschouwers: 10.284 Scheidsrechter: Walton |
|                                   |                  |        |                     |                                             |

|                                   |                                                   |        |                   |                                                |
| Zaterdag 8 januari 2011 15:00 GMT | Swansea City                                      | 4 – 0  | Colchester United | Toeschouwers: 7.005 Scheidsrechter: Shoebridge |
| Zaterdag 8 januari 2011 15:00 GMT | Monk 25' Pratley 35' van der Gun 68' Sinclair 82' | Report |                   | Toeschouwers: 7.005 Scheidsrechter: Shoebridge |
| Zaterdag 8 januari 2011 15:00 GMT |                                                   |        |                   | Toeschouwers: 7.005 Scheidsrechter: Shoebridge |
| Zaterdag 8 januari 2011 15:00 GMT |                                                   |        |                   | Toeschouwers: 7.005 Scheidsrechter: Shoebridge |
|                                   |                                                   |        |                   |                                                |

|                                   |                                               |        |                        |                                              |
| Zaterdag 8 januari 2011 17:30 GMT | Stevenage                                     | 3 – 1  | Newcastle United       | Toeschouwers: 6.644 Scheidsrechter: Marriner |
| Zaterdag 8 januari 2011 17:30 GMT | Williamson 50' (e.d.) Bostwick 55' Winn 90+3' | Report | Barton 90+2' Tioté 70' | Toeschouwers: 6.644 Scheidsrechter: Marriner |
| Zaterdag 8 januari 2011 17:30 GMT |                                               |        |                        | Toeschouwers: 6.644 Scheidsrechter: Marriner |
| Zaterdag 8 januari 2011 17:30 GMT |                                               |        |                        | Toeschouwers: 6.644 Scheidsrechter: Marriner |
|                                   |                                               |        |                        |                                              |

|                                   |                   |        |               |                                            |
| Zaterdag 8 januari 2011 15:00 GMT | Burton Albion     | 2 – 1  | Middlesbrough | Toeschouwers: 5.236 Scheidsrechter: Tanner |
| Zaterdag 8 januari 2011 15:00 GMT | Harrad 82', 90+4' | Report | O'Neil 58'    | Toeschouwers: 5.236 Scheidsrechter: Tanner |
| Zaterdag 8 januari 2011 15:00 GMT |                   |        |               | Toeschouwers: 5.236 Scheidsrechter: Tanner |
| Zaterdag 8 januari 2011 15:00 GMT |                   |        |               | Toeschouwers: 5.236 Scheidsrechter: Tanner |
|                                   |                   |        |               |                                            |

|                                   |                 |        |                                           |                                             |
| Zaterdag 8 januari 2011 15:00 GMT | Millwall        | 1 – 4  | Birmingham City                           | Toeschouwers: 9.841 Scheidsrechter: Probert |
| Zaterdag 8 januari 2011 15:00 GMT | Schofield 90+1' | Report | Derbyshire 17', 45' Murphy 27' Jerome 72' | Toeschouwers: 9.841 Scheidsrechter: Probert |
| Zaterdag 8 januari 2011 15:00 GMT |                 |        |                                           | Toeschouwers: 9.841 Scheidsrechter: Probert |
| Zaterdag 8 januari 2011 15:00 GMT |                 |        |                                           | Toeschouwers: 9.841 Scheidsrechter: Probert |
|                                   |                 |        |                                           |                                             |

|                                   |                          |        |           |                                                     |
| Zaterdag 8 januari 2011 15:00 GMT | Southampton              | 2 – 0  | Blackpool | Toeschouwers: 21.464 Scheidsrechter: Danny McDermid |
| Zaterdag 8 januari 2011 15:00 GMT | Barnard 53' do Prado 88' | Report |           | Toeschouwers: 21.464 Scheidsrechter: Danny McDermid |
| Zaterdag 8 januari 2011 15:00 GMT |                          |        |           | Toeschouwers: 21.464 Scheidsrechter: Danny McDermid |
| Zaterdag 8 januari 2011 15:00 GMT |                          |        |           | Toeschouwers: 21.464 Scheidsrechter: Danny McDermid |
|                                   |                          |        |           |                                                     |

|                                   |                                         |        |                   |                                           |
| Zaterdag 8 januari 2011 15:00 GMT | Watford                                 | 4 – 1  | Hartlepool United | Toeschouwers: 8.950 Scheidsrechter: Booth |
| Zaterdag 8 januari 2011 15:00 GMT | Mingoia 66' Sordell 68', 82' Graham 90' | Report | Sweeney 45'       | Toeschouwers: 8.950 Scheidsrechter: Booth |
| Zaterdag 8 januari 2011 15:00 GMT |                                         |        |                   | Toeschouwers: 8.950 Scheidsrechter: Booth |
| Zaterdag 8 januari 2011 15:00 GMT |                                         |        |                   | Toeschouwers: 8.950 Scheidsrechter: Booth |
|                                   |                                         |        |                   |                                           |

|                                 |                                                                             |        |              |                                             |
| Zondag 9 januari 2011 15:00 GMT | Chelsea                                                                     | 7 – 0  | Ipswich Town | Toeschouwers: 41.654 Scheidsrechter: D'Urso |
| Zondag 9 januari 2011 15:00 GMT | Kalou 33' Sturridge 33', 52' Edwards 41' (e.d.) Anelka 49' Lampard 78', 79' | Report |              | Toeschouwers: 41.654 Scheidsrechter: D'Urso |
| Zondag 9 januari 2011 15:00 GMT |                                                                             |        |              | Toeschouwers: 41.654 Scheidsrechter: D'Urso |
| Zondag 9 januari 2011 15:00 GMT |                                                                             |        |              | Toeschouwers: 41.654 Scheidsrechter: D'Urso |
|                                 |                                                                             |        |              |                                             |

|                                   |                 |        |                        |                                              |
| Zaterdag 8 januari 2011 15:00 GMT | Sunderland      | 1 – 2  | Notts County           | Toeschouwers: 17.582 Scheidsrechter: Attwell |
| Zaterdag 8 januari 2011 15:00 GMT | Bent 81' (pen.) | Report | Westcarr 5' Hughes 75' | Toeschouwers: 17.582 Scheidsrechter: Attwell |
| Zaterdag 8 januari 2011 15:00 GMT |                 |        |                        | Toeschouwers: 17.582 Scheidsrechter: Attwell |
| Zaterdag 8 januari 2011 15:00 GMT |                 |        |                        | Toeschouwers: 17.582 Scheidsrechter: Attwell |
|                                   |                 |        |                        |                                              |

|                                   |                   |        |                                                          |                                            |
| Zaterdag 8 januari 2011 15:00 GMT | Scunthorpe United | 1 – 5  | Everton                                                  | Toeschouwers: 7.028 Scheidsrechter: Friend |
| Zaterdag 8 januari 2011 15:00 GMT | Collins 46'       | Report | Saha 4' Beckford 33' Coleman 58' Fellaini 73' Baines 83' | Toeschouwers: 7.028 Scheidsrechter: Friend |
| Zaterdag 8 januari 2011 15:00 GMT |                   |        |                                                          | Toeschouwers: 7.028 Scheidsrechter: Friend |
| Zaterdag 8 januari 2011 15:00 GMT |                   |        |                                                          | Toeschouwers: 7.028 Scheidsrechter: Friend |
|                                   |                   |        |                                                          |                                            |

|                                 |                   |       |             |                                                       |
| Zondag 9 januari 2011 13:30 GMT | Manchester United | 1 – 0 | Liverpool   | Stadion: Old Trafford, Stretford Scheidsrechter: Webb |
| Zondag 9 januari 2011 13:30 GMT | Giggs 2' (pen.)   |       | Gerrard 32' | Stadion: Old Trafford, Stretford Scheidsrechter: Webb |
| Zondag 9 januari 2011 13:30 GMT |                   |       |             | Stadion: Old Trafford, Stretford Scheidsrechter: Webb |
| Zondag 9 januari 2011 13:30 GMT |                   |       |             | Stadion: Old Trafford, Stretford Scheidsrechter: Webb |
|                                 |                   |       |             |                                                       |

|                                   |                 |        |                              |                                                                                          |
| Zaterdag 8 januari 2011 15:00 GMT | Hull City       | 2 – 3  | Wigan Athletic               | Stadion: KC Stadium, Kingston upon Hull Toeschouwers: 10.433 Scheidsrechter: Clattenburg |
| Zaterdag 8 januari 2011 15:00 GMT | Barmby 74', 89' | Report | Diamé 21', 77' McManaman 56' | Stadion: KC Stadium, Kingston upon Hull Toeschouwers: 10.433 Scheidsrechter: Clattenburg |
| Zaterdag 8 januari 2011 15:00 GMT |                 |        |                              | Stadion: KC Stadium, Kingston upon Hull Toeschouwers: 10.433 Scheidsrechter: Clattenburg |
| Zaterdag 8 januari 2011 15:00 GMT |                 |        |                              | Stadion: KC Stadium, Kingston upon Hull Toeschouwers: 10.433 Scheidsrechter: Clattenburg |
|                                   |                 |        |                              |                                                                                          |

|                                   |            |        |              |                                                                                        |
| Zaterdag 8 januari 2011 15:00 GMT | Stoke City | 1 – 1  | Cardiff City | Stadion: Britannia Stadium, Stoke-on-Trent Toeschouwers: 18.629 Scheidsrechter: Halsey |
| Zaterdag 8 januari 2011 15:00 GMT | Tuncay 45' | Report | Chopra 8'    | Stadion: Britannia Stadium, Stoke-on-Trent Toeschouwers: 18.629 Scheidsrechter: Halsey |
| Zaterdag 8 januari 2011 15:00 GMT |            |        |              | Stadion: Britannia Stadium, Stoke-on-Trent Toeschouwers: 18.629 Scheidsrechter: Halsey |
| Zaterdag 8 januari 2011 15:00 GMT |            |        |              | Stadion: Britannia Stadium, Stoke-on-Trent Toeschouwers: 18.629 Scheidsrechter: Halsey |
|                                   |            |        |              |                                                                                        |

|                                    |              |                     |            |                                        |
| Replay Dinsdag 18 januari 2011 GMT | Cardiff City | 0-2 (na verlenging) | Stoke City | Stadion: Cardiff City Stadium, Cardiff |
| Replay Dinsdag 18 januari 2011 GMT |              | Walters 92', 115'   |            | Stadion: Cardiff City Stadium, Cardiff |
| Replay Dinsdag 18 januari 2011 GMT |              |                     |            | Stadion: Cardiff City Stadium, Cardiff |
| Replay Dinsdag 18 januari 2011 GMT |              |                     |            | Stadion: Cardiff City Stadium, Cardiff |
|                                    |              |                     |            |                                        |

|                                 |                   |       |                   |                                                         |
| Zondag 9 januari 2011 13:30 GMT | Tottenham Hotspur | 0 – 0 | Charlton Athletic | Stadion: White Hart Lane, Londen Scheidsrechter: Oliver |
| Zondag 9 januari 2011 13:30 GMT |                   |       |                   | Stadion: White Hart Lane, Londen Scheidsrechter: Oliver |
| Zondag 9 januari 2011 13:30 GMT |                   |       |                   | Stadion: White Hart Lane, Londen Scheidsrechter: Oliver |
| Zondag 9 januari 2011 13:30 GMT |                   |       |                   | Stadion: White Hart Lane, Londen Scheidsrechter: Oliver |
|                                 |                   |       |                   |                                                         |

|                                   |                   |        |                           |                                                                         |
| Zaterdag 8 januari 2011 15:00 GMT | Preston North End | 1 – 2  | Nottingham Forest         | Stadion: Deepdale, Preston Toeschouwers: 9.636 Scheidsrechter: Crossley |
| Zaterdag 8 januari 2011 15:00 GMT | Carter 35'        | Report | Anderson 50' Chambers 89' | Stadion: Deepdale, Preston Toeschouwers: 9.636 Scheidsrechter: Crossley |
| Zaterdag 8 januari 2011 15:00 GMT |                   |        |                           | Stadion: Deepdale, Preston Toeschouwers: 9.636 Scheidsrechter: Crossley |
| Zaterdag 8 januari 2011 15:00 GMT |                   |        |                           | Stadion: Deepdale, Preston Toeschouwers: 9.636 Scheidsrechter: Crossley |
|                                   |                   |        |                           |                                                                         |

|                                   |              |        |               |                                                                               |
| Zaterdag 8 januari 2011 15:00 GMT | Norwich City | 0 – 1  | Leyton Orient | Stadion: Carrow Road, Norwich Toeschouwers: 18.087 Scheidsrechter: Whitestone |
| Zaterdag 8 januari 2011 15:00 GMT |              | Report | Smith 20'     | Stadion: Carrow Road, Norwich Toeschouwers: 18.087 Scheidsrechter: Whitestone |
| Zaterdag 8 januari 2011 15:00 GMT |              |        |               | Stadion: Carrow Road, Norwich Toeschouwers: 18.087 Scheidsrechter: Whitestone |
| Zaterdag 8 januari 2011 15:00 GMT |              |        |               | Stadion: Carrow Road, Norwich Toeschouwers: 18.087 Scheidsrechter: Whitestone |
|                                   |              |        |               |                                                                               |

|                                   |                |        |                 |                                                                            |
| Zaterdag 8 januari 2011 15:00 GMT | Torquay United | 1 – 0  | Carlisle United | Stadion: Plainmoor, Torquay Toeschouwers: 3.005 Scheidsrechter: Phil Gibbs |
| Zaterdag 8 januari 2011 15:00 GMT | O'Kane 6'      | Report |                 | Stadion: Plainmoor, Torquay Toeschouwers: 3.005 Scheidsrechter: Phil Gibbs |
| Zaterdag 8 januari 2011 15:00 GMT |                |        |                 | Stadion: Plainmoor, Torquay Toeschouwers: 3.005 Scheidsrechter: Phil Gibbs |
| Zaterdag 8 januari 2011 15:00 GMT |                |        |                 | Stadion: Plainmoor, Torquay Toeschouwers: 3.005 Scheidsrechter: Phil Gibbs |
|                                   |                |        |                 |                                                                            |

|                                   |                             |         |              |                                             |
| Maandag 10 januari 2011 20:00 GMT | Crawley Town                | 2 – 1   | Derby County | Toeschouwers: 4.145 Scheidsrechter: Haywood |
| Maandag 10 januari 2011 20:00 GMT | McAllister 30' Torres 90+1' | Verslag | Addison 63'  | Toeschouwers: 4.145 Scheidsrechter: Haywood |
| Maandag 10 januari 2011 20:00 GMT |                             |         |              | Toeschouwers: 4.145 Scheidsrechter: Haywood |
| Maandag 10 januari 2011 20:00 GMT |                             |         |              | Toeschouwers: 4.145 Scheidsrechter: Haywood |
|                                   |                             |         |              |                                             |

|                                   |                   |        |                 |                                                    |
| Dinsdag 11 januari 2011 19:45 GMT | Wycombe Wanderers | 0 – 1  | Hereford United | Toeschouwers: 2.353 Scheidsrechter: Danny McDermid |
| Dinsdag 11 januari 2011 19:45 GMT |                   | Report | Manset 32'      | Toeschouwers: 2.353 Scheidsrechter: Danny McDermid |
| Dinsdag 11 januari 2011 19:45 GMT |                   |        |                 | Toeschouwers: 2.353 Scheidsrechter: Danny McDermid |
| Dinsdag 11 januari 2011 19:45 GMT |                   |        |                 | Toeschouwers: 2.353 Scheidsrechter: Danny McDermid |
|                                   |                   |        |                 |                                                    |

## Vierde ronde
De loting voor de vierde ronde vond plaats op 9 januari 2011. De wedstrijden worden gespeeld op 29 en 30 januari 2011. De replays op 16, 19 en 20 februari 2011.
|                                    |                |         |              |                                                    |
| zaterdag 29 januari 2011 15:00 GMT | Torquay United | 0 – 1   | Crawley Town | Toeschouwers: 5.065 Scheidsrechter: Darren Deadman |
| zaterdag 29 januari 2011 15:00 GMT |                | Verslag | Tubbs 39'    | Toeschouwers: 5.065 Scheidsrechter: Darren Deadman |
| zaterdag 29 januari 2011 15:00 GMT |                |         |              | Toeschouwers: 5.065 Scheidsrechter: Darren Deadman |
| zaterdag 29 januari 2011 15:00 GMT |                |         |              | Toeschouwers: 5.065 Scheidsrechter: Darren Deadman |
|                                    |                |         |              |                                                    |

|                                    |         |         |                        |                                                     |
| zaterdag 29 januari 2011 15:00 GMT | Watford | 0 – 1   | Brighton & Hove Albion | Toeschouwers: 14.519 Scheidsrechter: Eddie Ilderton |
| zaterdag 29 januari 2011 15:00 GMT |         | Verslag | Barnes 16'             | Toeschouwers: 14.519 Scheidsrechter: Eddie Ilderton |
| zaterdag 29 januari 2011 15:00 GMT |         |         |                        | Toeschouwers: 14.519 Scheidsrechter: Eddie Ilderton |
| zaterdag 29 januari 2011 15:00 GMT |         |         |                        | Toeschouwers: 14.519 Scheidsrechter: Eddie Ilderton |
|                                    |         |         |                        |                                                     |

|                                    |                  |       |                |                                                     |
| zaterdag 29 januari 2011 15:00 GMT | Bolton Wanderers | 0 – 0 | Wigan Athletic | Toeschouwers: 14.950 Scheidsrechter: Andre Marriner |
| zaterdag 29 januari 2011 15:00 GMT | Verslag          |       |                | Toeschouwers: 14.950 Scheidsrechter: Andre Marriner |
| zaterdag 29 januari 2011 15:00 GMT |                  |       |                | Toeschouwers: 14.950 Scheidsrechter: Andre Marriner |
| zaterdag 29 januari 2011 15:00 GMT |                  |       |                | Toeschouwers: 14.950 Scheidsrechter: Andre Marriner |
|                                    |                  |       |                |                                                     |

|                                            |                |         |                  |                                                    |
| Replay woensdag 16 februari 2011 19:45 GMT | Wigan Athletic | 0-1     | Bolton Wanderers | Toeschouwers: 7.515 Scheidsrechter: Michael Oliver |
| Replay woensdag 16 februari 2011 19:45 GMT |                | Verslag | Klasnić 66'      | Toeschouwers: 7.515 Scheidsrechter: Michael Oliver |
| Replay woensdag 16 februari 2011 19:45 GMT |                |         |                  | Toeschouwers: 7.515 Scheidsrechter: Michael Oliver |
| Replay woensdag 16 februari 2011 19:45 GMT |                |         |                  | Toeschouwers: 7.515 Scheidsrechter: Michael Oliver |
|                                            |                |         |                  |                                                    |

|                                  |                                          |         |                   |                                  |
| zondag 30 januari 2011 12:00 GMT | Arsenal                                  | 2 – 1   | Huddersfield Town | Scheidsrechter: Mark Clattenburg |
| zondag 30 januari 2011 12:00 GMT | P. Clarke 21' (e.d.) Fàbregas 86' (pen.) | Verslag | A. Lee 65'        | Scheidsrechter: Mark Clattenburg |
| zondag 30 januari 2011 12:00 GMT |                                          |         |                   | Scheidsrechter: Mark Clattenburg |
| zondag 30 januari 2011 12:00 GMT |                                          |         |                   | Scheidsrechter: Mark Clattenburg |
|                                  |                                          |         |                   |                                  |

|                                  |                                                           |         |                   |                                                |
| zondag 30 januari 2011 16:30 GMT | Fulham                                                    | 4 – 0   | Tottenham Hotspur | Toeschouwers: 21.829 Scheidsrechter: Phil Dowd |
| zondag 30 januari 2011 16:30 GMT | Murphy 11' (pen.), 14' (pen.) Hangeland 23' Dembélé 45+3' | Verslag | Dawson 13'        | Toeschouwers: 21.829 Scheidsrechter: Phil Dowd |
| zondag 30 januari 2011 16:30 GMT |                                                           |         |                   | Toeschouwers: 21.829 Scheidsrechter: Phil Dowd |
| zondag 30 januari 2011 16:30 GMT |                                                           |         |                   | Toeschouwers: 21.829 Scheidsrechter: Phil Dowd |
|                                  |                                                           |         |                   |                                                |

|                                    |          |         |           |                                                  |
| zaterdag 29 januari 2011 12:30 GMT | Everton  | 1 – 1   | Chelsea   | Toeschouwers: 28.376 Scheidsrechter: Howard Webb |
| zaterdag 29 januari 2011 12:30 GMT | Saha 62' | Verslag | Kalou 75' | Toeschouwers: 28.376 Scheidsrechter: Howard Webb |
| zaterdag 29 januari 2011 12:30 GMT |          |         |           | Toeschouwers: 28.376 Scheidsrechter: Howard Webb |
| zaterdag 29 januari 2011 12:30 GMT |          |         |           | Toeschouwers: 28.376 Scheidsrechter: Howard Webb |
|                                    |          |         |           |                                                  |

|                                            |                                   |                                  |                                         |                                                |
| Replay zaterdag 19 februari 2011 12:30 GMT | Chelsea                           | 1 – 1 (na extra tijd) 3 – 4 pen. | Everton                                 | Toeschouwers: 41.113 Scheidsrechter: Phil Dowd |
| Replay zaterdag 19 februari 2011 12:30 GMT | Lampard 104'                      | Verslag                          | Baines 119'                             | Toeschouwers: 41.113 Scheidsrechter: Phil Dowd |
| Replay zaterdag 19 februari 2011 12:30 GMT | Strafschoppen                     |                                  |                                         | Toeschouwers: 41.113 Scheidsrechter: Phil Dowd |
| Replay zaterdag 19 februari 2011 12:30 GMT | Lampard Drogba Anelka Essien Cole |                                  | Baines Jagielka Arteta Heitinga Neville | Toeschouwers: 41.113 Scheidsrechter: Phil Dowd |
|                                            |                                   |                                  |                                         |                                                |

|                                    |             |         |                        |                                                      |
| zaterdag 29 januari 2011 17:15 GMT | Southampton | 1 – 2   | Manchester United      | Toeschouwers: 28.792 Scheidsrechter: Martin Atkinson |
| zaterdag 29 januari 2011 17:15 GMT | Chaplow 45' | Verslag | Owen 65' Hernández 75' | Toeschouwers: 28.792 Scheidsrechter: Martin Atkinson |
| zaterdag 29 januari 2011 17:15 GMT |             |         |                        | Toeschouwers: 28.792 Scheidsrechter: Martin Atkinson |
| zaterdag 29 januari 2011 17:15 GMT |             |         |                        | Toeschouwers: 28.792 Scheidsrechter: Martin Atkinson |
|                                    |             |         |                        |                                                      |

|                                    |                 |         |                           |                                                    |
| zaterdag 29 januari 2011 12:50 GMT | Swansea City    | 1 – 2   | Leyton Orient             | Toeschouwers: 6.281 Scheidsrechter: Stuart Attwell |
| zaterdag 29 januari 2011 12:50 GMT | van der Gun 45' | Verslag | Smith 35' Tate 88' (e.d.) | Toeschouwers: 6.281 Scheidsrechter: Stuart Attwell |
| zaterdag 29 januari 2011 12:50 GMT |                 |         |                           | Toeschouwers: 6.281 Scheidsrechter: Stuart Attwell |
| zaterdag 29 januari 2011 12:50 GMT |                 |         |                           | Toeschouwers: 6.281 Scheidsrechter: Stuart Attwell |
|                                    |                 |         |                           |                                                    |

|                                    |                              |         |                 |                                               |
| zaterdag 29 januari 2011 15:00 GMT | Burnley                      | 3 – 1   | Burton Albion   | Toeschouwers: 11.664 Scheidsrechter: Jon Moss |
| zaterdag 29 januari 2011 15:00 GMT | Eagles 29', 70' Paterson 94' | Verslag | Calvin Zola 80' | Toeschouwers: 11.664 Scheidsrechter: Jon Moss |
| zaterdag 29 januari 2011 15:00 GMT |                              |         |                 | Toeschouwers: 11.664 Scheidsrechter: Jon Moss |
| zaterdag 29 januari 2011 15:00 GMT |                              |         |                 | Toeschouwers: 11.664 Scheidsrechter: Jon Moss |
|                                    |                              |         |                 |                                               |

|                                    |                                      |         |                   |                                                |
| zaterdag 29 januari 2011 15:00 GMT | Birmingham City                      | 3 – 2   | Coventry City     | Toeschouwers: 16.669 Scheidsrechter: Mike Dean |
| zaterdag 29 januari 2011 15:00 GMT | Bentley 35' Parnaby 67' Phillips 73' | Verslag | King 11' Wood 26' | Toeschouwers: 16.669 Scheidsrechter: Mike Dean |
| zaterdag 29 januari 2011 15:00 GMT |                                      |         |                   | Toeschouwers: 16.669 Scheidsrechter: Mike Dean |
| zaterdag 29 januari 2011 15:00 GMT |                                      |         |                   | Toeschouwers: 16.669 Scheidsrechter: Mike Dean |
|                                    |                                      |         |                   |                                                |

|                                    |             |         |                          |                                                 |
| zaterdag 29 januari 2011 15:00 GMT | Stevenage   | 1 – 2   | Reading                  | Toeschouwers: 6.614 Scheidsrechter: Andy Taylor |
| zaterdag 29 januari 2011 15:00 GMT | Charles 72' | Verslag | Leigertwood 23' Long 87' | Toeschouwers: 6.614 Scheidsrechter: Andy Taylor |
| zaterdag 29 januari 2011 15:00 GMT |             |         |                          | Toeschouwers: 6.614 Scheidsrechter: Andy Taylor |
| zaterdag 29 januari 2011 15:00 GMT |             |         |                          | Toeschouwers: 6.614 Scheidsrechter: Andy Taylor |
|                                    |             |         |                          |                                                 |

|                                    |                                    |         |                  |                                                  |
| zaterdag 29 januari 2011 13:00 GMT | Aston Villa                        | 3 – 1   | Blackburn Rovers | Toeschouwers: 26.067 Scheidsrechter: Lee Probert |
| zaterdag 29 januari 2011 13:00 GMT | Clark 11' Pirès 35' Delfouneso 42' | Verslag | Kalinić 18'      | Toeschouwers: 26.067 Scheidsrechter: Lee Probert |
| zaterdag 29 januari 2011 13:00 GMT |                                    |         |                  | Toeschouwers: 26.067 Scheidsrechter: Lee Probert |
| zaterdag 29 januari 2011 13:00 GMT |                                    |         |                  | Toeschouwers: 26.067 Scheidsrechter: Lee Probert |
|                                    |                                    |         |                  |                                                  |

|                                    |                                          |       |                 |                                                   |
| zaterdag 29 januari 2011 15:00 GMT | Sheffield Wednesday                      | 4 – 1 | Hereford United | Toeschouwers: 16.578 Scheidsrechter: Steve Tanner |
| zaterdag 29 januari 2011 15:00 GMT | Potter 15' Morrison 69', 79' Johnson 77' |       | Fleetwood 9'    | Toeschouwers: 16.578 Scheidsrechter: Steve Tanner |
| zaterdag 29 januari 2011 15:00 GMT |                                          |       |                 | Toeschouwers: 16.578 Scheidsrechter: Steve Tanner |
| zaterdag 29 januari 2011 15:00 GMT |                                          |       |                 | Toeschouwers: 16.578 Scheidsrechter: Steve Tanner |
|                                    |                                          |       |                 |                                                   |

|                                  |                            |         |                            |                                                     |
| zondag 30 januari 2011 14:00 GMT | West Ham United            | 3 – 2   | Nottingham Forest          | Toeschouwers: 29.287 Scheidsrechter: Michael Oliver |
| zondag 30 januari 2011 14:00 GMT | Obinna 4', 42', 52' (pen.) | Verslag | Adebola 18' McGoldrick 40' | Toeschouwers: 29.287 Scheidsrechter: Michael Oliver |
| zondag 30 januari 2011 14:00 GMT |                            |         |                            | Toeschouwers: 29.287 Scheidsrechter: Michael Oliver |
| zondag 30 januari 2011 14:00 GMT |                            |         |                            | Toeschouwers: 29.287 Scheidsrechter: Michael Oliver |
|                                  |                            |         |                            |                                                     |

|                                  |                         |         |            |                                                 |
| zondag 30 januari 2011 13:00 GMT | Wolverhampton Wanderers | 0 – 1   | Stoke City | Toeschouwers: 11.967 Scheidsrechter: Mike Jones |
| zondag 30 januari 2011 13:00 GMT |                         | Verslag | Huth 81'   | Toeschouwers: 11.967 Scheidsrechter: Mike Jones |
| zondag 30 januari 2011 13:00 GMT |                         |         |            | Toeschouwers: 11.967 Scheidsrechter: Mike Jones |
| zondag 30 januari 2011 13:00 GMT |                         |         |            | Toeschouwers: 11.967 Scheidsrechter: Mike Jones |
|                                  |                         |         |            |                                                 |

|                                  |              |         |                 |                                                |
| zondag 30 januari 2011 14:00 GMT | Notts County | 1 – 1   | Manchester City | Toeschouwers: 16.587 Scheidsrechter: Chris Foy |
| zondag 30 januari 2011 14:00 GMT | Bishop 59'   | Verslag | Džeko 80'       | Toeschouwers: 16.587 Scheidsrechter: Chris Foy |
| zondag 30 januari 2011 14:00 GMT |              |         |                 | Toeschouwers: 16.587 Scheidsrechter: Chris Foy |
| zondag 30 januari 2011 14:00 GMT |              |         |                 | Toeschouwers: 16.587 Scheidsrechter: Chris Foy |
|                                  |              |         |                 |                                                |

|                                          |                                                  |         |              |                                                 |
| Replay zondag 20 februari 2011 14:00 GMT | Manchester City                                  | 5 – 0   | Notts County | Toeschouwers: 27.276 Scheidsrechter: Mike Jones |
| Replay zondag 20 februari 2011 14:00 GMT | Vieira 37', 58' Tévez 84' Džeko 89' Richards 90' | Verslag |              | Toeschouwers: 27.276 Scheidsrechter: Mike Jones |
| Replay zondag 20 februari 2011 14:00 GMT |                                                  |         |              | Toeschouwers: 27.276 Scheidsrechter: Mike Jones |
| Replay zondag 20 februari 2011 14:00 GMT |                                                  |         |              | Toeschouwers: 27.276 Scheidsrechter: Mike Jones |
|                                          |                                                  |         |              |                                                 |

## Vijfde ronde
De loting voor de vijfde ronde vond plaats op 30 januari 2011. De wedstrijden werden gespeeld op 19 en 20 februari 2011.
|                            |                                                   |         |               |                                                      |
| 21 februari 2011 20:00 GMT | West Ham United                                   | 5 – 1   | Burnley       | Toeschouwers: 30.000 Scheidsrechter: Martin Atkinson |
| 21 februari 2011 20:00 GMT | Hitzlsperger 23' Cole 48', 50' Reid 59' Sears 90' | Verslag | Rodriguez 71' | Toeschouwers: 30.000 Scheidsrechter: Martin Atkinson |
| 21 februari 2011 20:00 GMT |                                                   |         |               | Toeschouwers: 30.000 Scheidsrechter: Martin Atkinson |
| 21 februari 2011 20:00 GMT |                                                   |         |               | Toeschouwers: 30.000 Scheidsrechter: Martin Atkinson |
|                            |                                                   |         |               |                                                      |

|                        |                                     |         |             |                                                       |
| 2 maart 2011 19:45 GMT | Manchester City                     | 3 – 0   | Aston Villa | Toeschouwers: 25.570 Scheidsrechter: Mark Clattenburg |
| 2 maart 2011 19:45 GMT | Y. Touré 5' Balotelli 25' Silva 70' | Verslag |             | Toeschouwers: 25.570 Scheidsrechter: Mark Clattenburg |
| 2 maart 2011 19:45 GMT |                                     |         |             | Toeschouwers: 25.570 Scheidsrechter: Mark Clattenburg |
| 2 maart 2011 19:45 GMT |                                     |         |             | Toeschouwers: 25.570 Scheidsrechter: Mark Clattenburg |
|                        |                                     |         |             |                                                       |

|                            |                                     |         |                        |                                                  |
| 19 februari 2011 15:00 GMT | Stoke City                          | 3-0     | Brighton & Hove Albion | Toeschouwers: 21.312 Scheidsrechter: Howard Webb |
| 19 februari 2011 15:00 GMT | Carew 14' Walters 22' Shawcross 43' | Verslag |                        | Toeschouwers: 21.312 Scheidsrechter: Howard Webb |
| 19 februari 2011 15:00 GMT |                                     |         |                        | Toeschouwers: 21.312 Scheidsrechter: Howard Webb |
| 19 februari 2011 15:00 GMT |                                     |         |                        | Toeschouwers: 21.312 Scheidsrechter: Howard Webb |
|                            |                                     |         |                        |                                                  |

|                            |                                      |        |                     |                                                     |
| 19 februari 2011 15:00 GMT | Birmingham City                      | 3 – 0  | Sheffield Wednesday | Toeschouwers: 14.607 Scheidsrechter: Anthony Taylor |
| 19 februari 2011 15:00 GMT | Beausejour 6' Martins 17' Murphy 53' | Report |                     | Toeschouwers: 14.607 Scheidsrechter: Anthony Taylor |
| 19 februari 2011 15:00 GMT |                                      |        |                     | Toeschouwers: 14.607 Scheidsrechter: Anthony Taylor |
| 19 februari 2011 15:00 GMT |                                      |        |                     | Toeschouwers: 14.607 Scheidsrechter: Anthony Taylor |
|                            |                                      |        |                     |                                                     |

|                            |               |         |             |                                                  |
| 20 februari 2011 16:30 GMT | Leyton Orient | 1 – 1   | Arsenal     | Toeschouwers: 9.136 Scheidsrechter: Kevin Friend |
| 20 februari 2011 16:30 GMT | Téhoué 89'    | Verslag | Rosický 53' | Toeschouwers: 9.136 Scheidsrechter: Kevin Friend |
| 20 februari 2011 16:30 GMT |               |         |             | Toeschouwers: 9.136 Scheidsrechter: Kevin Friend |
| 20 februari 2011 16:30 GMT |               |         |             | Toeschouwers: 9.136 Scheidsrechter: Kevin Friend |
|                            |               |         |             |                                                  |

|                               |                                                     |         |               |                                                |
| Replay 2 maart 2011 19:45 GMT | Arsenal                                             | 5 – 0   | Leyton Orient | Toeschouwers: 59.361 Scheidsrechter: Lee Mason |
| Replay 2 maart 2011 19:45 GMT | Chamakh 7' Bendtner 30', 43', 62' (pen.) Clichy 75' | Verslag |               | Toeschouwers: 59.361 Scheidsrechter: Lee Mason |
| Replay 2 maart 2011 19:45 GMT |                                                     |         |               | Toeschouwers: 59.361 Scheidsrechter: Lee Mason |
| Replay 2 maart 2011 19:45 GMT |                                                     |         |               | Toeschouwers: 59.361 Scheidsrechter: Lee Mason |
|                               |                                                     |         |               |                                                |

|                        |         |        |           |                                                     |
| 1 maart 2011 19:30 GMT | Everton | 0 – 1  | Reading   | Toeschouwers: 29.976 Scheidsrechter: Andre Marriner |
| 1 maart 2011 19:30 GMT |         | Report | Mills 26' | Toeschouwers: 29.976 Scheidsrechter: Andre Marriner |
| 1 maart 2011 19:30 GMT |         |        |           | Toeschouwers: 29.976 Scheidsrechter: Andre Marriner |
| 1 maart 2011 19:30 GMT |         |        |           | Toeschouwers: 29.976 Scheidsrechter: Andre Marriner |
|                        |         |        |           |                                                     |

|                            |                   |         |              |                                                  |
| 19 februari 2011 17:15 GMT | Manchester United | 1 – 0   | Crawley Town | Toeschouwers: 74.778 Scheidsrechter: Lee Probert |
| 19 februari 2011 17:15 GMT | Brown 28'         | Verslag |              | Toeschouwers: 74.778 Scheidsrechter: Lee Probert |
| 19 februari 2011 17:15 GMT |                   |         |              | Toeschouwers: 74.778 Scheidsrechter: Lee Probert |
| 19 februari 2011 17:15 GMT |                   |         |              | Toeschouwers: 74.778 Scheidsrechter: Lee Probert |
|                            |                   |         |              |                                                  |

|                            |        |         |                  |                                                     |
| 20 februari 2011 15:00 GMT | Fulham | 0 – 1   | Bolton Wanderers | Toeschouwers: 19.571 Scheidsrechter: Stuart Attwell |
| 20 februari 2011 15:00 GMT |        | Verslag | Klasnic 19'      | Toeschouwers: 19.571 Scheidsrechter: Stuart Attwell |
| 20 februari 2011 15:00 GMT |        |         |                  | Toeschouwers: 19.571 Scheidsrechter: Stuart Attwell |
| 20 februari 2011 15:00 GMT |        |         |                  | Toeschouwers: 19.571 Scheidsrechter: Stuart Attwell |
|                            |        |         |                  |                                                     |

## Zesde ronde
De loting voor de zesde ronde vond plaats op 20 februari 2011. De wedstrijden werden gespeeld op 12 en 13 maart 2011.
|                         |                                       |         |                                                               |                                                |
| 12 maart 2011 12:45 GMT | Birmingham City                       | 2 – 3   | Bolton Wanderers                                              | Toeschouwers: 23.699 Scheidsrechter: Phil Dowd |
| 12 maart 2011 12:45 GMT | Cameron Jerome 38' Kevin Phillips 80' | Verslag | 21' Johan Elmander 66' (pen.) Kevin Davies 90' Lee Chung-Yong | Toeschouwers: 23.699 Scheidsrechter: Phil Dowd |
| 12 maart 2011 12:45 GMT |                                       |         |                                                               | Toeschouwers: 23.699 Scheidsrechter: Phil Dowd |
| 12 maart 2011 12:45 GMT |                                       |         |                                                               | Toeschouwers: 23.699 Scheidsrechter: Phil Dowd |
|                         |                                       |         |                                                               |                                                |

|                         |                            |         |         |                                                |
| 12 maart 2011 17:15 GMT | Manchester United          | 2 – 0   | Arsenal | Toeschouwers: 74.693 Scheidsrechter: Chris Foy |
| 12 maart 2011 17:15 GMT | Fábio 28' Wayne Rooney 49' | Verslag |         | Toeschouwers: 74.693 Scheidsrechter: Chris Foy |
| 12 maart 2011 17:15 GMT |                            |         |         | Toeschouwers: 74.693 Scheidsrechter: Chris Foy |
| 12 maart 2011 17:15 GMT |                            |         |         | Toeschouwers: 74.693 Scheidsrechter: Chris Foy |
|                         |                            |         |         |                                                |

|                         |                                        |       |                        |                                                 |
| 13 maart 2011 14:00 GMT | Stoke City                             | 2 – 1 | West Ham United        | Toeschouwers: 24.550 Scheidsrechter: Mike Jones |
| 13 maart 2011 14:00 GMT | Robert Huth 12' Danny Higginbotham 62' |       | 30' Frédéric Piquionne | Toeschouwers: 24.550 Scheidsrechter: Mike Jones |
| 13 maart 2011 14:00 GMT |                                        |       |                        | Toeschouwers: 24.550 Scheidsrechter: Mike Jones |
| 13 maart 2011 14:00 GMT |                                        |       |                        | Toeschouwers: 24.550 Scheidsrechter: Mike Jones |
|                         |                                        |       |                        |                                                 |

|                         |                    |       |         |                                                  |
| 13 maart 2011 16:45 GMT | Manchester City    | 1 – 0 | Reading | Toeschouwers: 41.150 Scheidsrechter: Lee Probert |
| 13 maart 2011 16:45 GMT | Micah Richards 74' |       |         | Toeschouwers: 41.150 Scheidsrechter: Lee Probert |
| 13 maart 2011 16:45 GMT |                    |       |         | Toeschouwers: 41.150 Scheidsrechter: Lee Probert |
| 13 maart 2011 16:45 GMT |                    |       |         | Toeschouwers: 41.150 Scheidsrechter: Lee Probert |
|                         |                    |       |         |                                                  |

## Halve finale
De loting voor de halve finale had plaats op 13 maart 2011. De wedstrijden werden gespeeld op 16 en 17 april 2011.
|                         |                 |       |                   |                                                |
| 16 april 2011 17:15 UTC | Manchester City | 1 – 0 | Manchester United | Toeschouwers: 86.549 Scheidsrechter: Mike Dean |
| 16 april 2011 17:15 UTC | Yaya Touré 52'  |       | 73' Paul Scholes  | Toeschouwers: 86.549 Scheidsrechter: Mike Dean |
| 16 april 2011 17:15 UTC |                 |       |                   | Toeschouwers: 86.549 Scheidsrechter: Mike Dean |
| 16 april 2011 17:15 UTC |                 |       |                   | Toeschouwers: 86.549 Scheidsrechter: Mike Dean |
|                         |                 |       |                   |                                                |

|                         |                  |                                                                                           |            |                                                  |
| 17 april 2011 16:00 UTC | Bolton Wanderers | 0 – 5                                                                                     | Stoke City | Toeschouwers: 75.064 Scheidsrechter: Howard Webb |
| 17 april 2011 16:00 UTC |                  | 11' Matthew Etherington 17' Robert Huth 30' Kenwyne Jones 68' Jon Walters 81' Jon Walters |            | Toeschouwers: 75.064 Scheidsrechter: Howard Webb |
| 17 april 2011 16:00 UTC |                  |                                                                                           |            | Toeschouwers: 75.064 Scheidsrechter: Howard Webb |
| 17 april 2011 16:00 UTC |                  |                                                                                           |            | Toeschouwers: 75.064 Scheidsrechter: Howard Webb |
|                         |                  |                                                                                           |            |                                                  |

## Finale
|                       |                 |        |            |                                                      |
| 14 mei 2011 15:00 UTC | Manchester City | 1 – 0  | Stoke City | Toeschouwers: 88.644 Scheidsrechter: Martin Atkinson |
| 14 mei 2011 15:00 UTC | Yaya Touré 74'  | Report |            | Toeschouwers: 88.644 Scheidsrechter: Martin Atkinson |
| 14 mei 2011 15:00 UTC |                 |        |            | Toeschouwers: 88.644 Scheidsrechter: Martin Atkinson |
| 14 mei 2011 15:00 UTC |                 |        |            | Toeschouwers: 88.644 Scheidsrechter: Martin Atkinson |
|                       |                 |        |            |                                                      |